# Richard Feynman
Richard Phillips Feynman (/ˈfaɪnmən/; 11 tháng 5 năm 1918 – 15 tháng 2 năm 1988) là một nhà vật lý lý thuyết người Mỹ được biết đến với công trình về phương pháp tích phân đường trong cơ học lượng tử, lý thuyết điện động lực học lượng tử và về tính siêu lỏng của heli lỏng, cũng như trong vật lý hạt với đề xuất của ông về mô hình parton. Cho những đóng góp của ông đối với sự phát triển của điện động lực học lượng tử, Feynman, cùng với Julian Schwinger và Shin'ichirō Tomonaga, nhận giải Nobel Vật lý năm 1965.
Feynman phát triển cách biểu diễn bằng hình ảnh được sử dụng rộng rãi cho các biểu thức toán học miêu tả hành xử của các hạt hạ nguyên tử, mà sau này được biết đến với tên gọi biểu đồ Feynman. Trong cuộc đời của ông, Feynman đã trở thành một trong những nhà khoa học nổi tiếng trên thế giới. Trong cuộc bầu chọn năm 1999 của tạp chí Anh quốc Physics World về 130 nhà vật lý xuất sắc trên thế giới, ông được xếp hạng vào một trong mười nhà vật lý vĩ đại nhất mọi thời đại.
Ông từng hỗ trợ phát triển bom nguyên tử trong chiến tranh thế giới thứ hai và được công chúng biết đến trong thập niên 1980 như là thành viên của Ủy ban Rogers, ủy ban khảo sát thảm họa tàu con thoi Challenger. Cùng với các nghiên cứu vật lý lý thuyết, Feynman còn được coi là người tiên phong trong lĩnh vực tính toán lượng tử và có tầm nhìn dự đoán sự phát triển của công nghệ nano. Ông giữ chức danh giáo sư Richard C. Tolman về vật lý lý thuyết tại Học viện Công nghệ California.
Feynman còn là một nhà diễn giải tài ba trong phổ biến kiến thức vật lý thông qua các cuốn sách và bài giảng, bao gồm các bài giảng năm 1959 về công nghệ nano từ trên xuống dưới There's Plenty of Room at the Bottom và bộ sách ba tập về vật lý lý thuyết, The Feynman Lectures on Physics. Feynman cũng được biết đến thông qua cuốn sách tự thuật do chính ông viết Surely You're Joking, Mr. Feynman! và What Do You Care What Other People Think? và các cuốn viết về ông như Tuva or Bust! bởi Ralph Leighton và Genius: The Life and Science of Richard Feynman bởi James Gleick.

## Tiểu sử
Richard Phillips Feynman sinh ngày 11 tháng 5 năm 1918 ở Queens, thành phố New York, con của Lucille (nhũ danh Phillips), một người nội trợ, và Melville Arthur Feynman, một người kinh doanh, đến từ Minsk, Belarus, khi đó thuộc Đế quốc Nga. Cả hai đều là người Do Thái gốc Litva. Họ là những người không theo đạo, và lúc còn trẻ, Feynman tự miêu tả ông như là "người công khai theo đức tin vô thần". Nhiều năm sau, trong lá thư gửi đến Tina Levitan, khi từ chối trả lời thông tin cho cuốn sách viết về những người Do Thái đoạt giải Nobel của cô, ông viết rằng, "Đặt lựa chọn, để phê chuẩn các yếu tố đặc biệt đến từ một số di truyền được cho là của người Do Thái là để mở cửa cho tất cả các loại vô nghĩa về lý thuyết chủng tộc", và viết thêm, "lúc 13 tuổi tôi đã không chỉ chuyển sang quan điểm tôn giáo khác, nhưng tôi cũng ngừng tin rằng người Do Thái theo một cách nào đó 'là những người được chọn'". Gần cuối đời, trong một lần thăm Trung tâm thần học Do Thái ở Mỹ (Jewish Theological Seminary of America), lần đầu tiên ông bắt gặp cuốn Talmud và ấn tượng bởi cuốn sách tuyệt vời chứa đựng những lý luận từ thời cổ.
Giống như Albert Einstein và Edward Teller, Feynman là một người chậm nói, và cho tới sinh nhật thứ ba ông vẫn chưa nói ra một từ nào. Khi lớn lên ông vẫn giữ giọng Brooklyn. Giọng địa phương này đủ đậm để cảm nhận thấy sự màu mè hoặc cường điệu – nhiều đến mức mà những người bạn của ông gồm Wolfgang Pauli và Hans Bethe từng bình luận rằng Feynman nói như một "kẻ vô công rồi nghề". Chàng thanh niên Feynman bị ảnh hưởng lớn bởi bố của mình, người đặt cho ông các câu hỏi thử thách về tư tưởng chính thống, và người luôn sẵn sàng dạy Feynman những thứ mới. Từ người mẹ, ông nhận được khiếu hài hước mà sau này ông luôn thể hiện trong quãng đời của mình. Từ lúc còn nhỏ, ông đã biểu hiện tài năng về thiết bị kỹ thuật, khi luôn có một phòng thí nghiệm trong nhà và ông say mê sửa chữa đài vô tuyến. Đến lúc đi học, ông tạo ra hệ thống báo chống đột nhập trong những ngày bố mẹ ông đi xa.
Khi Richard năm tuổi, mẹ ông sinh một người em trai, đặt tên Henry Philips, mà qua đời bốn tuần sau đó vào ngày 25 tháng 2 năm 1924. Bốn năm sau, em gái của Richard là Joan chào đời và gia đình chuyển đến Far Rockaway, Queens. Mặc dù cách nhau chín tuổi, Joan và Richard không những là hai anh em thân thiết, mà còn có chung sự tò mò về thế giới tự nhiên. Tuy vậy mẹ của họ nghĩ rằng phụ nữ không có khả năng tư duy để theo đuổi những thứ như thế. Bà không đồng ý mong muốn của Joan đi theo ngành thiên văn học, nhưng Richard đã động viên em gái mình. Joan cuối cùng trở thành nhà thiên văn vật lý nghiên cứu về tương tác của gió Mặt Trời với Trái Đất.

## Giáo dục
Feynman tham dự học trường phổ thông Far Rockaway ở quận Queens, cũng là nơi mà hai người đoạt giải Nobel sau này Burton Richter và Baruch Samuel Blumberg theo học. Vừa bắt đầu học phổ thông, Feynman nhanh chóng quan tâm tới lớp toán cao cấp. Ở bài kiểm tra IQ của ông do trường tổ chức cho kết quả IQ đạt 125—là một giá trị cao, nhưng "chỉ kha khá" theo như nhà viết tiểu sử James Gleick. Em gái ông Joan làm tốt hơn, do vậy bà từng cho rằng mình là người thông minh hơn. Vài năm sau ông từ chối tham gia tổ chức Quốc tế Mensa, khi lấy lý do rằng chỉ số IQ của ông quá thấp. Nhà vật lý Steve Hsu nói về bài kiểm tra: 
Tôi đoán rằng bài kiểm tra này nhấn mạnh về phương diện dùng từ, và do đó trái ngược với khả năng toán học. Feynman nhận điểm cao ở Hoa Kỳ trong cuộc thi giải toán Putnam nổi tiếng rất khó... Ông cũng từng đạt điểm cao môn toán/lý trong bài kiểm tra tuyển chọn tiến sĩ vào trường đại học Princeton... Có vẻ khả năng nhận thức của Feynman hơi thiên lệch một chút. Khả năng nói và từ vựng khá trên mức trung bình, nhưng có lẽ không nhiều bằng khả năng toán học thiên tài của ông. Tôi nhớ từng nhìn vào các đoạn ghi chú trong một cuốn sổ tay của Feynman khi còn học phổ thông... [nó] chứa một số lỗi chính tả và ngữ pháp.

Khi Feynman 15 tuổi, ông tự học lượng giác, đại số cao cấp, chuỗi vô hạn, hình học giải tích, và cả phép tính tích phân và vi phân. Trước khi vào đại học, ông còn thử và tìm tòi các chủ đề toán học như đạo hàm bán nguyên (half-derivative) khi sử dụng chính các định nghĩa của riêng ông. Ông tự nghĩ ra ký hiệu cho các hàm số lôgarit, sin, cosin và tang khiến cho chúng không trông giống như nhân ba biến với nhau, và cho đạo hàm, để tránh sự triệt tiêu tùy tiện của d's. Là thành viên của Hội danh dự Arista, trong năm cuối phổ thông ông giành chiến thắng trong Cuộc thi giải toán của đại học New York. Thói quen mang tính cá nhân của ông thỉnh thoảng gây ngạc nhiên đối với những người có tư duy truyền thống hơn; ví dụ, một trong các câu hỏi của ông khi học về giải phẫu mèo, là "Thầy có bản đồ con mèo không?" (nhắc đến một sơ đồ giải phẫu).

Feynman nộp đơn vào đại học Columbia nhưng không được chấp nhận vì giới hạn số lượng dành cho các sinh viên Do Thái học trong trường. Buộc thay đổi, ông tham dự học viện Công nghệ Massachusetts, nơi ông gia nhập hội sinh viên Phi Beta Delta. Mặc dù ban đầu ông chọn khoa toán, nhưng về sau ông chuyển sang khoa kỹ thuật điện, do lúc này ông coi toán học quá trừu tượng. Nhận thấy ông "đã đi quá xa," ông lại chuyển sang khoa vật lý, mà ông tự cho là "ở đâu đó giữa hai ngành đã chọn." Khi đang là sinh viên, ông đăng hai bài báo trên tạp chí Physical Review. Một bài, viết chung với Manuel Vallarta, tiêu đề "The Scattering of Cosmic Rays by the Stars of a Galaxy" (Sự tán xạ các tia vũ trụ bởi các sao trong một thiên hà).
Vallarta để ẩn tên sinh viên của ông trong bài báo công bố dạng người thực hiện và người hướng dẫn: tên của nhà khoa học hướng dẫn được đặt lên đầu tiên. Feynman đã phản đối cách thức này vài năm về sau, khi Heisenberg kết luận trong một cuốn sách viết về tia vũ trụ với câu: "hiệu ứng như vậy được cho là không xảy ra theo như Vallarta và Feynman." Khi họ gặp nhau lần tiếp theo, Feynman đã hỏi một cách vui vẻ rằng Vallarta đã xem cuốn sách của Heisenberg chưa. Vallarta đã biết tại sao Feynman lại đang vui mừng như vậy. Ông đáp lại "Có,". "Tên của anh xuất hiện cuối cùng trong cuốn tia vũ trụ."

Bài kia là luận văn của ông, về "Các lực trong các phân tử" ("Forces in Molecules"), dựa trên ý tưởng của John C. Slater, người về sau bị ấn tượng bởi nội dung luận văn xuất bản thành một bài báo. Ngày nay nó được biết đến là định lý Hellmann–Feynman.
Năm 1939, Feynman nhận bằng cử nhân (bachelor's degree), và được xếp vào Thành viên Putnam (Putnam Fellow, 5 người có điểm số cao nhất ở cuộc thi trong năm). Ông đạt số điểm tuyệt đối trong kỳ thi tuyển chọn vào đại học Princeton ở môn vật lý—một thành tích chưa từng có—và điểm số cao trong toán học, nhưng đạt điểm kém trong môn lịch sử và tiếng Anh. Trưởng khoa vật lý tại đây, Henry D. Smyth, có một đề cập khác, bèn viết thư hỏi Philip M. Morse: "Có phải Feynman là người Do Thái? Chúng tôi không có quy tắc cụ thể hạn chế người Do Thái nhưng vẫn phải giữ số lượng người Do Thái ở mức nhỏ hợp lý bởi vì gặp khó khăn trong việc phân công họ." Morse thừa nhận rằng Feynman quả thực là người Do Thái, nhưng cam đoan với Smyth rằng " tuy vậy gương mặt và thói quen của Feynman không có dấu hiệu nào cho thấy cả".
Những người tham dự buổi hội thảo chuyên đề đầu tiên của Feynman, nội dung về phiên bản cổ điển của lý thuyết vật hấp thụ Wheeler-Feynman (Wheeler-Feynman absorber theory), bao gồm Albert Einstein, Wolfgang Pauli, và John von Neumann. Pauli đã đưa ra lời bình luận tiên đoán rằng lý thuyết sẽ rất khó để có thể lượng tử hóa, và Einstein nói một nhà nghiên cứu có thể thử áp dụng phương pháp này cho trường hấp dẫn trong thuyết tương đối tổng quát, mà về lâu sau này Sir Fred Hoyle và Jayant Narlikar đã thực hiện trong thuyết hấp dẫn Hoyle–Narlikar. Feynman nhận bằng PhD từ đại học Princeton năm 1942; người hướng dẫn luận án tiến sĩ là John Archibald Wheeler. Luận án của ông áp dụng nguyên lý tác dụng dừng để giải quyết các vấn đề trong cơ học lượng tử, lấy cảm hứng từ việc mong muốn thực hiện lượng tử hóa lý thuyết vật hấp thụ Wheeler–Feynman trong điện động lực học, đặt công trình nền tảng cho phương pháp tích phân đường và biểu đồ Feynman sau này, luận án có tiêu đề "The Principle of Least Action in Quantum Mechanics". Một nhận thức quan trọng ở luận án đó là ông coi positron hành xử như electron chuyển động ngược thời gian. James Gleick viết:
Đây là Richard Feynman đang lúc gần đỉnh cao của phong độ. Ở tuổi hai mươi ba ... bây giờ có thể không có một nhà vật lý nào trên Trái Đất có thể bằng với khả năng làm việc điêu luyện của ông về những đối tượng tự nhiên trong khoa học lý thuyết. Không chỉ khéo léo ở toán học (mặc dù nó đã trở lên rõ ràng rằng ... công cụ toán học xuất hiện trong công trình hợp tác Wheeler–Feynman đã vượt quá khả năng của Wheeler), Feynman dường như có một thiên bẩm nhìn nhận ra dễ dàng thứ ẩn giấu tinh tế dưới những phương trình, như Einstein đã từng có ở cùng lứa tuổi, như nhà vật lý Xô Viết Lev Landau—nhưng có rất ít người như vậy.

Một trong các yêu cầu của học bổng dành cho Feynman ở trường Princeton là ông không được lấy vợ trong thời gian nghiên cứu; nhưng ông vẫn tiếp tục hẹn hò người yêu từ phổ thông, Arline Greenbaum, và đi đến quyết định sẽ cưới cô một khi ông nhận bằng Ph.D. mặc dù lúc đó ông biết rằng cô bị ốm nặng bởi bệnh lao. Căn bệnh này không có cách chữa lúc bấy giờ, và bác sĩ dự đoán cô không thể sống thêm nhiều hơn hai năm nữa. Ngày 29 tháng 6 năm 1942, hai người lên phà đi đến đảo Staten, nơi họ tổ chức cưới ở phòng đăng ký kết hôn của thành phố. Buổi lễ không có sự tham dự của người thân hay bạn bè mà chỉ có hai người lạ chứng kiến. Feynman chỉ có thể hôn vào má Arline. Sau buổi lễ ông đưa cô đến bệnh viện Deborah, nơi ông thăm cô vào các ngày cuối tuần.

## Dự án Manhattan

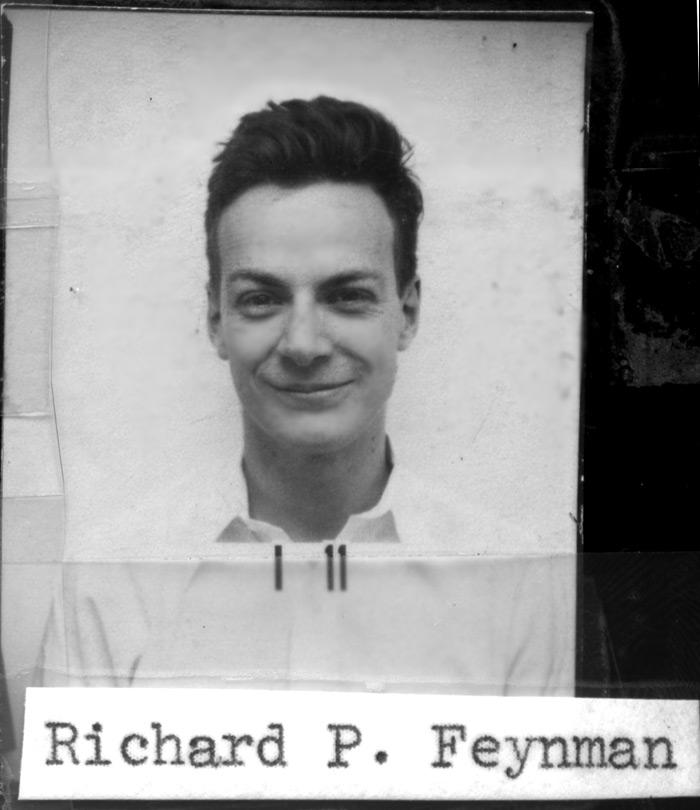
Ảnh thẻ chân dung Feynman ở Los Alamos.

Năm 1941, khi ấy chiến tranh thế giới lần thứ hai đang lan rộng khắp châu Âu nhưng Hoa Kỳ vẫn đứng ngoài cuộc chiến, Feynman đã dành thời gian mùa hè để nghiên cứu về bài toán đường đạn tại nhà máy sản xuất pháo Frankford ở Pennsylvania. Sau vụ tấn công Trân Châu cảng đã buộc Hoa Kỳ nhảy vào tham chiến, Feynman được nhà vật lý Robert R. Wilson mời vào tham gia nhóm của ông, mà họ đang nghiên cứu cách làm giàu urani để sử dụng trong bom nguyên tử, thuộc chương trình bí mật sau này được biết đến là Dự án Manhattan. Đội của Wilson ở Princeton đang làm việc trên thiết bị tách đồng vị (isotron), sử dụng lực điện từ để tách urani-235 từ urani-238. Phương pháp của đội khá khác lạ so với phương pháp sử dụng dạng khối phổ kế (calutron) mà đang được đội của người thầy hướng dẫn trước đây của Wilson, Ernest O. Lawrence, nghiêu cứu tại phòng thí nghiệm Bức xạ thuộc đại học California. Trên lý thuyết, máy isotron hoạt động hiệu quả nhiều lần hơn máy calutron, nhưng Feynman và Paul Olum gặp phải thách thức khi xác định cỗ máy có thực tế hay không. Cuối cùng, theo lời khuyên của Lawrence, dự án máy tách đồng vị đã phải chấm dứt.
Ở thời điểm này, vào đầu 1943, Robert Oppenheimer đã thành lập phòng thí nghiệm Los Alamos, một phòng thí nghiệm bí mật nằm trên một đỉnh núi phẳng (mesa) trong New Mexico nơi bom nguyên tử được thiết kế và chế tạo. Đã có một lời đề nghị gửi đến nhóm Princeton với mong muốn họ tái triển khai tại đây. "Giống như một đội những người lính chuyên nghiệp," Wilson nhớ lại, "chúng tôi ký tên, và cả tập thể tiến đến Los Alamos." Như nhiều nhà vật lý trẻ khác, Feynman sớm bị lôi cuốn vào sức ảnh hưởng mạnh mẽ và đầy thuyết phục từ Oppenheimer, người từ nơi xa ở Chicago đã thực hiện cuộc gọi đến Feynman để thông báo rằng ông đã tìm thấy một trung tâm điều dưỡng ở Albuquerque, New Mexico, dành cho Arline. Họ là một trong những người đầu tiên đi đến New Mexico, rời đi trên chuyến tàu ngày 28 tháng 3 năm 1943. Công ty đường sắt đã hỗ trợ Arline một chiếc ghế xe lăn, và Feynman trả thêm phí thuê thêm một phòng riêng cho cô trên tàu.
Tại Los Alamos, Feynman được phân về Đơn vị lý thuyết (T) của Hans Bethe, và gây ấn tượng trước Bethe đủ để họ chọn ông làm một trong các trưởng nhóm. Ông và Bethe phát triển công thức Bethe–Feynman nhằm tính toán năng lượng tỏa ra từ một quả bom phân hạch, mà dựa trên nghiên cứu trước đó của Robert Serber. Là một nhà vật lý cấp nhỏ, ông không là trung tâm của dự án. Ông quản lý nhóm tính toán gồm những chuyên viên thực hiện phép tính (human computer) trong Đơn vị lý thuyết. Cùng với Stanley Frankel và Nicholas Metropolis, ông hỗ trợ thành lập lên một hệ thống sử dụng thẻ bấm lỗ của IBM dành cho việc tính toán. Ông phát minh ra một phương pháp mới tính lôgarit mà về sau ông sử dụng trên các máy tính song song (Connection Machine). Các công việc khác tại Los Alamos bao gồm tính các phương trình neutron cho lò "Water Boiler", một lò phản ửng hạt nhân loại nhỏ dùng để đo mức độ vật liệu phân hạch đã đạt tới giá trị tới hạn đến đâu.
Khi hoàn thành công việc, Feynman được cử đến các Hạng mục kỹ thuật Clinton (Clinton Engineer Works) ở Oak Ridge, Tennessee, nơi Dự án Manhattan đặt các cơ sở làm giàu urani. Ông giúp các kỹ sư tại đây hiệu chỉnh các thủ tục đảm bảo an toàn cho lưu trữ vật liệu giúp tránh khỏi tai nạn vật liệu vượt tới hạn, đặc biệt khi vật liệu đã làm giàu được tiếp xúc với nước, mà hoạt động như là chất làm chậm neutron. Ông thúc đẩy phân loại và xếp hạng bài giảng vật lý hạt nhân cho phép phát hiện ra các nguy hiểm. Ông giải thích rằng trong khi bất kỳ lượng urani chưa được làm giàu có thể lưu giữ một cách an toàn, thì vật liệu đã làm giàu urani phải được để một cách cẩn thận. Ông phát triển một loạt các khuyến nghị an toàn đối với nhiều vật liệu được làm giàu ở các cấp khác nhau. Ông từng nói rằng nếu mọi người ở Oak Ridge gây ra bất kỳ một khó khăn nào cho các đề xuất của ông, ông liền thông báo với họ rằng Los Alamos "sẽ không chịu trách nhiệm cho sự an toàn của họ".

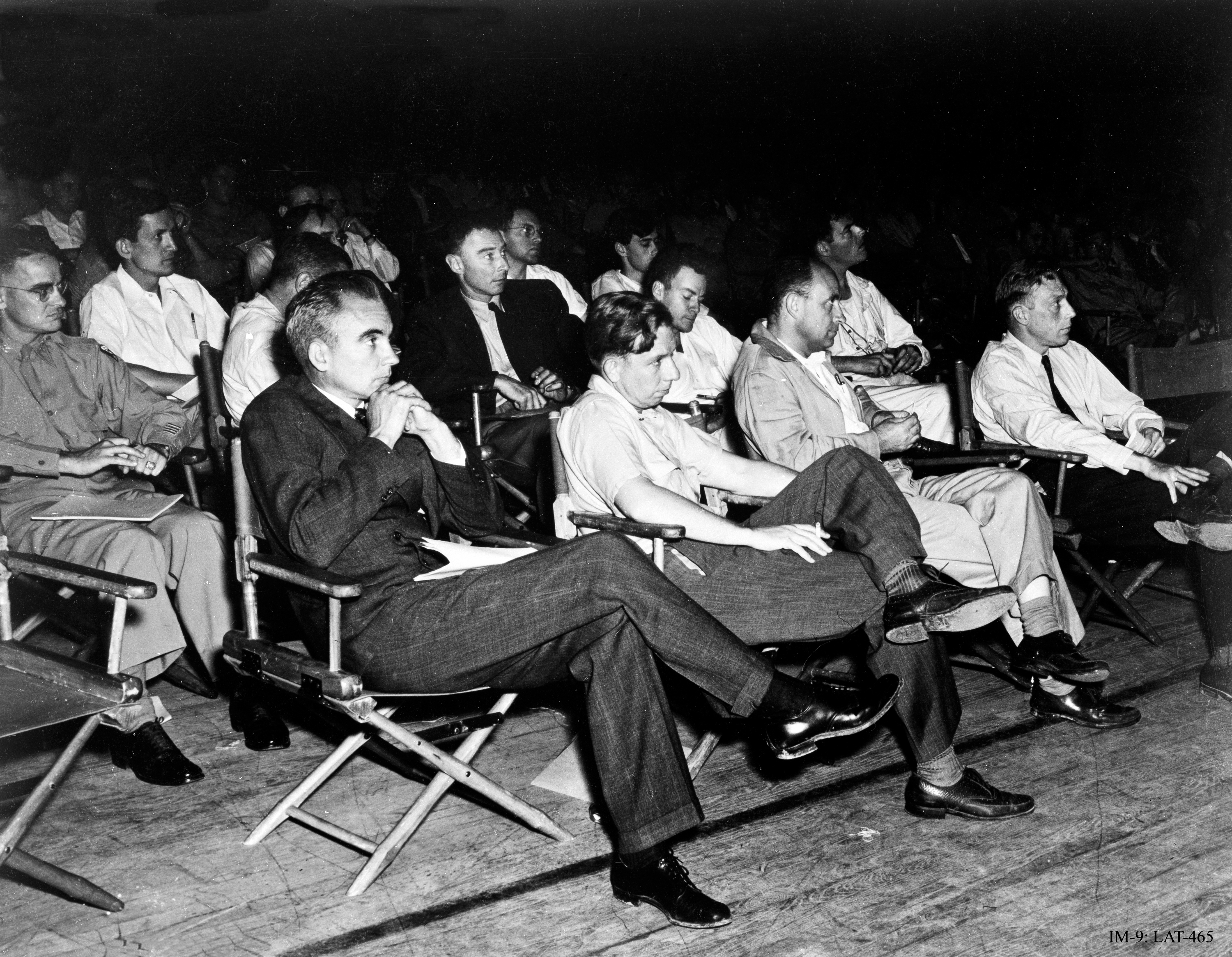
Tại hội thảo năm 1946 ở Phòng thí nghiệm Los Alamos. Feynman ngồi ở hàng thứ hai, thứ tư tính từ bên trái, ngồi cạnh Robert Oppenheimer.

Trở lại Los Alamos, Feynman được giao trách nhiệm của nhóm chịu trách nhiệm nghiên cứu lý thuyết và tính toán về đề xuất bom hydrit urani, mà cuối cùng được chứng minh là không khả thi. Nhà vật lý Niels Bohr đã nhằm tìm tới ông để thảo luận trực tiếp các vấn đề liên quan. Về sau ông đã tìm ra lý do cho điều này: hầu hết các nhà vật lý khác quá nể phục Bohr để có thể thảo luận thoải mái với ông. Feynman không bị những ức chế như thế, đã mạnh mẽ chỉ ra bất cứ điều gì ông coi là thiếu sót trong suy nghĩ của Bohr. Ông nói rằng ông cũng giành nhiều sự tôn trọng đối với Bohr như bao người khác, nhưng một khi ai đó muốn ông nói về vật lý, ông trở lên quá tập trung và quên đi những chi tiết nhỏ trong giao tiếp. Có lẽ vì điều này, Bohr không bao giờ nồng nhiệt với Feynman.
Vì tính bí mật cao của công việc, phòng thí nghiệm Los Alamos là một nơi biệt lập. Feynman có những lần giải trí bằng cách khảo sát các tổ hợp khóa của tủ và hộc ngăn kéo nơi để những giấy tờ bí mật. Ông tìm thấy rằng mọi người thường có xu hướng để ngăn tủ không khóa, hoặc để mã khóa theo như mặc định của nhà sản xuất, hoặc viết các tổ hợp dễ thử, hay sử dụng các tổ hợp dễ đoán như dùng ngày tháng. Feynman đã chơi đùa các đồng nghiệp của ông. Trong một lần ông tìm thấy tổ hợp mã khóa tủ tài liệu bằng cách thử các con số mà ông nghĩ rằng các nhà vật lý sẽ sử dụng (nó là tổ hợp số 27–18–28 dựa theo cơ số lôgarit tự nhiên, e = 2,71828...), và phát hiện thấy ba hộc tài liệu nơi các đồng nghiệp để các ghi chú nghiên cứu về bom nguyên tử đều sử dụng cùng một tổ hợp mã khóa. Ông đã để lại hàng loạt các ghi chú trong hộc tài liệu như là trò trơi khăm, mà ban đầu làm hoảng sợ đồng nghiệp của ông, Frederic de Hoffmann, khi nghĩ rằng một gián điệp ngầm hoặc một kẻ phá hoại nào đó đã tiếp cận được các bí mật về bom nguyên tử.
Lương của Feynman là $380 một tháng, chỉ bằng khoảng một nửa số tiền ông cần để trang trải cuộc sống khiêm tốn và cho các đơn thuốc của Arline. Phần còn lại lấy từ tiền tiết kiệm $3.300 của cô. Vào cuối tuần, Feynman thường lái xe từ Albuquerque đến gặp người vợ ốm yếu của ông bằng một xe mượn từ người bạn của ông Klaus Fuchs. Khi được hỏi ở Los Alamos ai có khả năng là gián điệp nhất, Fuchs đã đặt nghi ngờ ở Feynman, với các lần bẻ khóa và thường di chuyển đến Albuquerque, là đối tượng khả nghi nhất. Khi Fuchs thừa nhận làm gián điệp cho Liên Xô vào năm 1950, quan điểm này đã được nhìn dưới một ánh sáng khác. FBI đã thu thập tập hồ sơ lớn về Feynman.

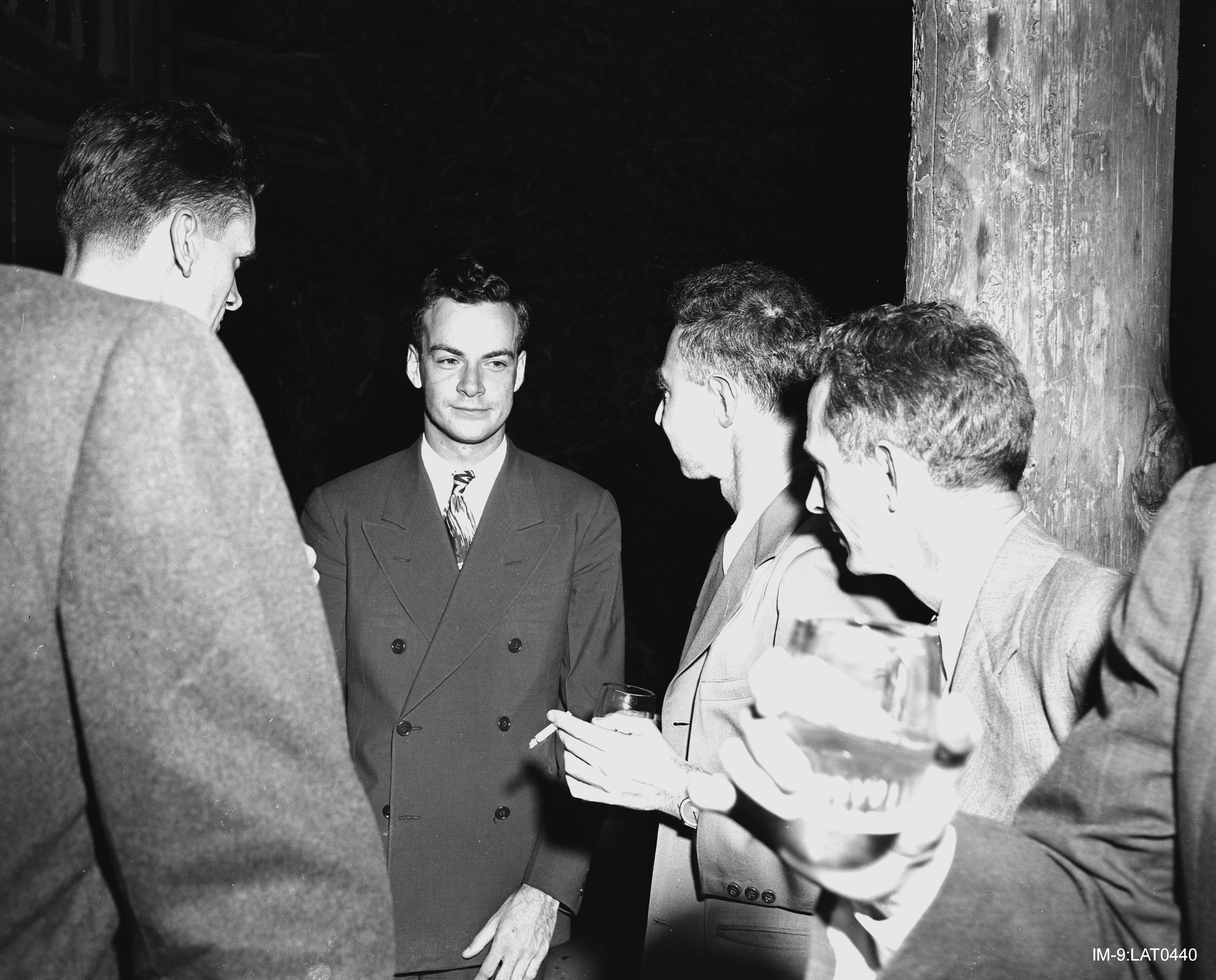
Feynman (ở giữa) với Robert Oppenheimer (người bên phải cạnh Feynman) trong một lần gặp mặt ở phòng thí nghiệm Los Alamos trong dự án Manhattan.

Feynman đang làm việc trong phòng tính toán thì ông nhận được tin Arline đang hấp hối. Ông liền mượn xe của Fuchs và lái đến Albuquerque nơi ông ngồi cạnh cô trong hàng giờ cho đến khi cô qua đời vào ngày 16 tháng 6 năm 1945. Ông đã chìm đắm vào các công việc trong dự án và có mặt tại hôm vụ thử hạt nhân Trinity. Feynman tự nhận là người duy nhất chứng kiến vụ nổ mà không mang theo kính đen bảo vệ mắt hay mặt nạ của thợ hàn, với giải thích rằng ông quan sát một cách an toàn qua kính chắn gió của xe tải, khi nó có thể cản phần lớn bức xạ tử ngoại nguy hiểm. Lúc chứng kiến vụ nổ, Feynman nhanh chóng cúi xuống sàn xe tải bởi vì độ sáng cực lớn đến từ vụ nổ, mà ông miêu tả tạm thời nhìn thấy dư ảnh "điểm tím" của sự kiện.

## Cornell
Feynman chính thức giữ vị trí phó giáo sư (assistant professor) vật lý tại đại học Wisconsin–Madison, nhưng không được trả lương trong thời gian ông rời đi tham gia vào dự án Manhattan. Năm 1945, ông nhận được thư từ hiệu trưởng Mark Ingraham của trường College of Letters and Science đề nghị ông quay trở lại trường để giảng dạy trong niên khóa tiếp theo. Vị trí chính thức của ông không được gia hạn khi ông không cam kết quay trở lại. Trong một buổi nói chuyện vài năm sau đó, Feynman nói một cách châm biếm rằng, "Thật tuyệt khi quay trở lại một trường đại học duy nhất từng có lý do hợp lý cho tôi nghỉ."
Ngay từ ngày 30 tháng 10 năm 1943, Bethe đã viết thư đến trưởng khoa vật lý của trường ông công tác, đại học Cornell, nhằm đưa ra khuyến nghị rằng nên mời Feynman về công tác. Ngày 28 tháng 2 năm 1944, lời đề nghị này đã được Robert Bacher, cũng từ Cornell và là một trong những nhà khoa học cao cấp tại Los Alamos, chấp nhận. Dựa trên điều này, trường Cornell đã chính thức gửi lời mời vào tháng 8 năm 1944 mà Feynman đã chấp nhận. Oppenheimer cũng từng hi vọng gọi Feynman về công tác tại đại học California, nhưng trưởng khoa vật lý ở đây, Raymond T. Birge, lại không sẵn lòng mời gọi. Cuối cùng, ông đưa ra một lời đề nghị đến Feynman trong tháng 5 năm 1945, nhưng Feynman đã từ chối. Trường Cornell đã đáp ứng yêu cầu của ông, với mức lương đề nghị $3.900 trong mỗi năm. Feynman là một trong những trưởng nhóm đầu tiên ở phòng thí nghiệm Los Alamos Laboratory rời đi, ông đến Ithaca, New York, tháng 10 năm 1945.
Vì Feynman không còn làm việc cho phòng thí nghiệm Los Alamos, ông không còn được miễn nghĩa vụ tòng quân và bị Lục quân gọi tham gia vào cuối năm 1946. Tuy nhiên, ông đã không phải tham gia, bởi vì các câu trả lời của ông trong bài kiểm tra tâm lý bị hiểu nhầm là ông có trạng thái thần kinh không bình thường, và Lục quân xếp ông vào diện miễn trừ 4-F dựa trên sức khỏe tâm lý.
Bố của Feynman đột ngột qua đời vào 8 tháng 10 năm 1946, và Feynman đã trải qua sự suy sụp tinh thần. Ngày 17 tháng 10 năm 1946, ông viết một lá thư đến Arline, thể hiện tình yêu sâu sắc và nỗi đau buồn của ông. Lá thư được niêm phong và chỉ được mở sau khi ông qua đời. "Xin tha lỗi vì lá thư không được gửi đi," trong lời kết của lá thư, "bởi anh không biết địa chỉ mới của em." Không thể tập trung vào các vấn đề nghiên cứu, Feynman bắt đầu giải quyết các vấn đề trong vật lý, không phải vì thực tiễn, mà để tự thỏa mãn bản thân. Một trong những vấn đề là phân tích vật lý của vật thể xoay tròn, như một cái đĩa xoay chương động khi nó chuyển động trong không khí, ông lấy cảm hứng vấn đề từ một tai nạn trong quán cà phê ở Cornell khi người bồi bàn ném một đĩa thức ăn lên không trung. Ông cũng đọc các tác phẩm của Sir William Rowan Hamilton về quaternion, và đã thử áp dụng khái niệm này trong thuyết tương đối tính của electron nhưng không thành công. Các nghiên cứu của ông trong giai đoạn này, mà sử dụng các phương trình quay để biểu diễn nhiều vật thể quay với tốc độ khác nhau, mà cuối cùng trở thành một công cụ quan trọng cho công trình mang lại giải Nobel Vật lý sau này, bởi ông đang trong tâm trạng buồn chán và chuyển sự chú ý của mình đến những vấn đề ít có tác động thực tiễn ngay lập tức, ông đã ngạc nhiên khi nhận được lời mời về làm giáo sư tại các trường nổi tiếng, bao gồm viện Nghiên cứu Cao cấp Princeton, đại học California tại Los Angeles, và đại học California tại Berkeley.

Biểu đồ Feynman của sự hủy cặp electron/positron.

Feynman không phải là nhà vật lý lý thuyết duy nhất nhận thất bại trong những năm đầu hậu thế chiến. Thuyết điện động lực học lượng tử (QED) đang gặp phải vấn đề các tích phân cho kết quả vô hạn trong lý thuyết nhiễu loạn (perturbation theory). Rõ ràng có những khiếm khuyết toán học trong thuyết QED, mà Feynman và Wheeler đã cố gắng nghiên cứu vượt qua không thành công. "Các nhà lý thuyết", như ghi chú bởi Murray Gell-Mann, "đang trong sự hổ thẹn." Trong tháng 6 năm 1947, các nhà vật lý hàng đầu Hoa Kỳ đã tham dự hội thảo trên đảo Shelter. Đối với Feynman, đây là "hội nghị lớn đầu tiên với những nhà vật lý lớn ... Tôi chưa từng tham dự hội nghị như thế này trong thời bình." Các vấn đề đang gây tai họa trong điện động lực học lượng tử được đem ra thảo luận, nhưng các nhà lý thuyết bị lu mờ hoàn toàn bởi thành tựu đạt được từ các nhà vật lý thực nghiệm, với báo cáo của họ về khám phá hiệu ứng dịch chuyển Lamb, kết quả đo dị thường ở mômen từ của electron, và giả thuyết hai meson của Robert Marshak.
Bethe dẫn đầu nghiên cứu từ các kết quả của Hans Kramers, và ông đưa ra mô hình tái chuẩn hóa cho phương trình lượng tử phi tương đối tính đối với hiệu ứng dịch chuyển Lamb. Bước tiếp theo là đưa ra phiên bản tương đối tính. Feynman nghĩ rằng ông có thể làm được điều này, nhưng khi phương pháp của ông quay trở lại mô hình của Bethe, nó lại cho kết quả phân kỳ. Feynman nghiên cứu cẩn thận vấn đề một lần nữa, áp dụng hình thức luận tích phân đường mà ông đã từng sử dụng trong luận án tiến sỹ. Giống như Bethe, ông đã làm tích phân cho kết quả hữu hạn bằng áp dụng số hạng hấp thụ. Phương pháp cũng thu về trường hợp hạn chế là phiên bản của Bethe. Feynman trình bày công trình của ông trước các nhà vật lý lý thuyết tại hội nghị Pocono năm 1948. Đối với ông nó đã diễn ra không suôn sẻ cho lắm. Julian Schwinger đã thực hiện buổi thuyết trình dài về nghiên cứu của ông trong điện động lực học lượng tử, và Feynman khi ấy đưa ra cách tiếp cận của ông, tiêu đề buổi thuyết trình "Alternative Formulation of Quantum Electrodynamics" (Một mô hình khác của điện động lực học lượng tử). Sự không quen với sơ đồ Feynman, mà được sử dụng lần đầu tiên, đã làm khó hiểu người ngồi nghe. Feynman gặp phải thất bại khi không thuyết phục được mọi người, và Paul Dirac, Edward Teller và Niels Bohr tất cả đều có ý kiến phản bác.
Đối với Freeman Dyson, ít nhất có một điều là rõ ràng: Shin'ichirō Tomonaga, Schwinger và Feynman đã hiểu cái mà họ đang nói ngay cả khi người khác chưa hiểu, nhưng họ chưa đăng bất kỳ bài báo nào. Ông bị thuyết phục rằng cách tiếp cận của Feynman dễ hiểu hơn, và cuối cùng giúp thuyết phục Oppenheimer rằng đây là một mô hình đáng được xem xét. Dyson công bố bài báo năm 1949, trong đó ông bổ sung thêm các quy tắc mới vào phương pháp của Feynman đã thảo luận để tìm cách áp dụng tái chuẩn hóa. Feynman cũng bị thúc giục để đăng ý tưởng của ông trên tạp chí Physical Review trong một loạt các bài báo trong ba năm liền. Bài báo năm 1948 tiêu đề "A Relativistic Cut-Off for Classical Electrodynamics" của ông cố gắng giải thích điều mà ông đã không vượt qua được tại hội nghị Pocono. Bài báo năm 1949 tiêu đề "The Theory of Positrons" tập trung vào phương trình Schrödinger và phương trình Dirac, và giới thiệu khái niệm mà ngày nay gọi là hàm truyền Feynman (Feynman propagator). Cuối cùng, trong bài báo tiêu đề "Mathematical Formulation of the Quantum Theory of Electromagnetic Interaction" năm 1950 và bài "An Operator Calculus Having Applications in Quantum Electrodynamics" năm 1951, ông đã phát triển cơ sở toán học cho những ý tưởng của mình, suy luận ra các công thức trước đây và thêm những công thức mới.
Trong khi các bài báo viết bởi những nhà vật lý khác ban đầu trích dẫn đến công trình của Schwinger, các bài báo trích dẫn Feynman và áp dụng biểu đồ Feynman bắt đầu xuất hiện từ năm 1950, và sớm trở lên phổ biến. Các sinh viên học và cách sử dụng công cụ mạnh mới mà Feynman đã tạo ra. Thậm chí có những chương trình máy tính được viết để tính toán sơ đồ Feynman, cung cấp một công cự mạnh chưa từng có trước đây. Người ta có thể viết những chương trình như vậy bởi vì biểu đồ Feynman chứa đựng một ngôn ngữ hình thức với một ngữ pháp hình thức. Marc Kac đưa ra chứng minh hình thức cho tổng các lộ trình lịch sử, chỉ ra rằng phương trình vi phân riêng phần parabol có thể biểu diễn lại bằng tổng của các lộ trình với lịch sử khác (tức là, một toán tử kỳ vọng), như ngày nay được biết đến là công thức Feynman–Kac, với sử dụng nó để mở rộng bên ngoài vật lý có nhiều ứng dụng cho các quá trình ngẫu nhiên. Đối với Schwinger, biểu đồ Feynman "có nội dung giáo dục, không dành cho vật lý." 
Năm 1949, Feynman trở thành người không nhà ở Cornell. Ông không bao giờ ở cố định ở một ngôi nhà hay căn hộ nào, mà sống trong nhà khách hoặc ký túc xá sinh viên, hoặc với những người bạn đã lập gia đình "cho đến tận khi những thỏa thuận trở thành vi phạm bởi tình dục."  Ông thích hẹn hò với các sinh viên, thuê gái gọi, và ngủ với vợ của các bạn. Ông không thích thời tiết mùa đông lạnh ở Ithaca, và khao khát một khí hậu ấm hơn. Trên tất cả, ở Cornell, ông luôn luôn ở dưới bóng của Hans Bethe. Khi Feynman nhìn lại, ông cũng thích ở nhà Telluride, nơi ông sống trong một thời gian dài lúc làm việc ở Cornell. Trong một cuộc phỏng vấn, ông miêu tả nhà như là "một nhóm các thanh niên đã được lựa chọn đặc biệt bởi vì học bổng của họ, bởi vì sự thông minh của họ hay bởi bất cứ điều gì khác, được miễn phí tiền ăn và tiền nhà trọ, bởi vì các bộ não của họ." Ông thích các tiện nghi của ngôi nhà và "tại đây tôi đã nghiên cứu các công trình cơ bản" mà nhờ đó ông giành giải Nobel Vật lý.

## Các năm Caltech

### Cuộc sống cá nhân và chính trị
Feynman dành vài tuần ở Rio de Janeiro vào tháng 7 năm 1949, và quay trở lại cùng một phụ nữ tên Clotilde đến từ Copacabana mà sống cùng ông ở Ithaca trong một thời gian. Cũng như thời tiết lạnh ở Ithaca, lúc đó cũng có chiến tranh lạnh. Liên Xô thử bom nguyên tử lần đầu tiên vào năm 1949, tạo ra một làn sóng chống những người cộng sản. Fuchs bị bắt vì phát hiện làm điệp viên cho Liên Xô vào năm 1950, và FBI đã truy vấn Bethe về lòng trung thành của Feynman. Nhà vật lý David Bohm bị bắt vào ngày 4 tháng 12 năm 1950, và nhập cư vào Brazil tháng 10 năm 1951. Một bạn gái bảo với Feynman rằng ông nên xem xét chuyển đến Nam Mỹ. Ông có một năm nghỉ phép nghiên cứu giai đoạn 1951–52, và đã lựa chọn đến Brazil, nơi ông thực hiện các bài giảng ở trung tâm nghiên cứu vật lý Brazil (Centro Brasileiro de Pesquisas Físicas). Ở Brazil, Feynman đã bị ấn tượng bởi thể loại âm nhạc samba, và học cách chơi dụng cụ gõ kim loại, frigideira. Ông là một người chơi nghiệp dư say mê trống bongo và thường chơi chúng trong dàn nhạc. Ở Rio ông kết bạn cùng Bohm, nhưng Bohm đã không thuyết phục được Feynman quan tâm nghiên cứu các ý tưởng của Bohm về vật lý.
Feynman đã không trở lại Cornell. Bacher, người từng đóng vai trò mang Feynman đến Cornell, đã khuyến khích ông đến học viện Công nghệ California (Caltech). Một phần trong thỏa thuận đó là ông có thể sử dụng năm đầu tiên trong thời gian nghỉ phép ở Brazil. Ông đã bị Mary Louise Bell đến từ Neodesha, Kansas làm say mê. Hai người gặp gỡ trong một quán căng tin ở Cornell, nơi cô nghiên cứu lịch sử nghệ thuật và dệt may Mexico. Về sau cô theo ông đến Caltech, nơi ông thực hiện một bài giảng. Trong khi ông ở Brazil, cô dạy các lớp về lịch sử đồ nội thất và thiết kế nội thất tại đại học Bang Michigan (Michigan State University). Ông cầu hôn cô qua thư gửi từ Rio de Janeiro, và họ tổ chức lễ cưới ở Boise, Idaho vào ngày 28 tháng 6 năm 1952, một thời gian ngắn ngay sau khi ông trở lại. Hai người thường xảy ra cãi vã và cô cảm thấy sợ tính khí bạo lực của ông. Quan điểm chính trị của họ cũng khác nhau; mặc dù ông đăng ký và bỏ phiếu cho đảng Cộng hòa, cô lại càng bảo thủ hơn, và ý kiến của cô trong cuộc điều trần an ninh Oppenheimer năm 1954 ("không có lửa thì làm sao có khói") gây xúc phạm ông. Hai người ly thân vào ngày 20 tháng 5 năm 1956. Một buổi hòa giải ly dị diễn ra vào ngày 19 tháng 6 năm 1956, trong bầu không khí của sự "cực kỳ thô bạo". Hai người chính thức ly dị vào ngày 5 tháng 5 năm 1958.
Mary Louise Bell, lời than phiền lúc ly dị.

Trong bối cảnh khủng hoảng Sputnik năm 1957, mối quan tâm của chính phủ Hoa Kỳ về khoa học đã nổi lên trong một thời gian. Feynman được xem xét giữ một ghế trong Hội đồng tư vấn khoa học của Tổng thống (President's Science Advisory Committee), nhưng đã không được bổ nhiệm. Ở thời điểm này FBI đã phỏng vấn một phụ nữ có quan hệ với Feynman, có thể là Mary Lou, người đã viết một báo cáo gửi đến J. Edgar Hoover vào ngày 8 tháng 8 năm 1958:
Tôi không biết—nhưng tôi tin rằng Richard Feynman hoặc là một người cộng sản hoặc rất ủng hộ cộng sản—và do đó  [sic] rõ ràng có một rủi ro an ninh. Người đàn ông này, theo ý kiến của tôi, có tính cách cực kỳ phức tạp và là một người nguy hiểm, một người rất nguy hiểm khi có một vị trí trong hội đồng hành chính ... Vấn đề ở mưu đồ của Richard Feynman là, tôi tin rằng ông là một người cực kỳ thông minh—một thiên tài thực sự—và ông là một người, tôi còn tin rằng, hoàn toàn không có lòng trắc ẩn, không bị cản trở bởi đạo đức, đạo lý, hoặc tín ngưỡng—và sẽ dừng lại khi hoàn toàn không còn gì để đạt được các mục đích của ông.

Tuy thế chính phủ đã gửi Feynman đến Geneva cho hội nghị Nguyên tử cho Hòa bình tháng 9 năm 1958. Trên bờ hồ Genève, ông gặp Gweneth Howarth, người đến từ Ripponden, Yorkshire, và làm việc ở Thụy Sĩ để sống qua ngày. Cuộc sống tình yêu của Feynman trở lên hỗn loạn kể từ lúc ông ly dị; bạn gái trước của ông đã bỏ đi và mang theo huy chương của giải thưởng Albert Einstein và, theo thông báo của một người bạn gái trước đó, mà đã giả vờ là đã có bầu và đe dọa ông trả tiền để phá thai, sau đó dùng tiền để mua đồ đạc. Khi Feynman tìm thấy Howarth mà công việc chỉ được trả $25 một tháng, ông đề nghị đưa cho cô $20 một tuần để sống cùng với ông. Kiểu cư xử này là bất hợp pháp và không được xem xét kỹ lưỡng; Feynman nhờ một người bạn, Matthew Sands, đóng vai trò làm người tài trợ cho cô.
Howarth cho biết cô đã có hai người bạn trai, nhưng đã chọn Feynman theo như đề nghị của ông, và chuyển đến Altadena, California tháng 6 năm 1959. Có lúc cô lại hẹn hò với một người đàn ông khác nhưng cuối cùng Feynman đã cầu hôn cô vào đầu năm 1960. Họ tổ chức lễ cưới vào ngày 24 tháng 9 năm 1960, tại khách sạn Huntington ở Pasadena. Hai người có với nhau một cậu con trai, Carl, sinh năm 1962, và một con gái nuôi Michelle vào năm 1968. Bên cạnh nhà của họ ở Altadena, họ có một ngôi nhà bên bờ biển ở Baja California, mua từ tiền thưởng của giải Nobel mà Feynman nhận được.
Feynman đã từng thử cần sa và ketamin trong buồng tắm muối của John Lilly, như một cách để nghiên cứu sự vô thức. Ông từ bỏ rượu khi ông bắt đầu có dấu hiệu lơ đãng, một dấu hiệu sớm của chứng nghiện rượu, vì ông không muốn làm bất cứ một thứ gì ảnh hưởng đến não của ông. Mặc dù tò mò về sự ảo giác, ông đã từ chối làm thí nghiệm với thuốc LSD.

### Vật lý
Ở Caltech, Feynman khảo cứu vật lý của tính siêu chảy của heli lỏng siêu lạnh, hiện tượng mà heli thể hiện mất hoàn toàn độ nhớt khi chảy. Feynman cung cấp một cách giải thích bằng cơ học lượng tử cho lý thuyết siêu chảy của nhà vật lý Liên Xô Lev Landau. Năm 1941, Feynman chỉ ra các biên độ trong lý thuyết trường lượng tử có thể tính được bằng cách sử dụng tích phân đường mà tính tổng với các hệ số phù hợp đóng góp từ mọi lộ trình lịch sử khả dĩ của một hệ. Áp dụng phương trình Schrödinger đối với câu hỏi chứng minh rằng tính siêu chảy là thể hiện cho hiệu ứng lượng tử quan sát được ở cấp vĩ mô. Điều này đã hỗ trợ cho cách giải thích hiệu ứng siêu dẫn, nhưng lời giải đã vượt quá khả năng của Feynman. Hiện tượng siêu dẫn nhiệt độ thấp cuối cùng đã được giải thích bằng lý thuyết BCS, đề xuất bởi John Bardeen, Leon Neil Cooper, và John Robert Schrieffer vào năm 1957.

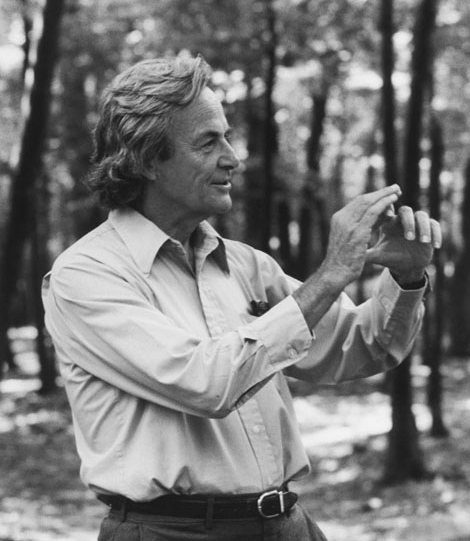
Richard Feynman tại nhà của Robert Treat Paine ở Waltham, Massachusetts năm 1984.

Cùng với Murray Gell-Mann, Feynman đã phát triển mô hình cho phân rã yếu, khi chỉ ra rằng dòng cặp trong quá trình là sự tổ hợp của các dòng véc tơ và dòng trục (một ví dụ của phân rã yếu là sự phân rã của neutron thành một electron, một proton, và một phản neutrino). Mặc dù E. C. George Sudarshan và Robert Marshak đã phát triển lý thuyết gần như đồng thời, đóng góp của Feynman với Murray Gell-Mann được coi là kinh điển bởi vì tương tác yếu gần như được miêu tả gọn gàng bằng dòng véc tơ và dòng trục. Do vậy lý thuyết đã kết hợp được lý thuyết phân rã beta của Enrico Fermi bằng cách giải thích sự vi phạm tính chẵn lẻ.
Từ biểu đồ của ông cho một vài hạt tương tác trong không thời gian, Feynman có thể mô hình mọi quá trình vật lý hạt cơ bản theo số hạng của spin của các hạt và phạm vi tác dụng của các tương tác cơ bản. Feynman đã thử giải thích tương tác mạnh chi phối hiệu ứng tán xạ nucleon bằng mô hình parton. Mô hình parton nổi lên như là mô hình bổ sung cho mô hình quark do Gell-Mann phát triển. Hai mô hình này ít có mối liên hệ với nhau; Gell-Mann đã chế giễu mô hình parton của Feynman chỉ là "đống giấy bỏ vào hòm". Giữa thập niên 1960, các nhà vật lý tin rằng quark chỉ là một khái niệm để giữ cho các số đối xứng và bảo toàn, chứ không phải là những hạt thực thể; quan sát thống kê các hạt omega trừ, nếu nó được giải thích như là tổ hợp của ba quark lạ, khi ấy được coi là không thể nếu quark tồn tại thực sự.
Các thí nghiệm tán xạ phi đàn hồi sâu tại phòng thí nghiệm Máy gia tốc Quốc gia SLAC thực hiện vào cuối thập niên 1960 cho thấy các nucleon (proton và neutron) chứa các hạt điểm gây ra sự tán xạ electron. Một cách tự nhiên các nhà vật lý hạt đã đồng nhất các hạt điểm này với các quark, nhưng mô hình parton của Feynman đã thử giải thích các dữ liệu thực nghiệm theo cách mà không cần phải đưa ra thêm các giải thiết mới. Ví dụ, dữ liệu cho thấy khoảng 45% động lượng năng lượng mang bởi các hạt trung hòa điện trong nucleon. Các hạt trung hòa điện này hiện nay được phát hiện ra chính là các gluon là những hạt tải lực tương tác giữa các quark, và số lượng tử màu (nhận ba giá trị) đã giải thích thành công vấn đề hạt omega trừ. Feynman đã không tranh luận hay phản đối mô hình quark; ví dụ, khi hạt quark thứ năm được phát hiện vào 1977, Feynman ngay lập tức chỉ ra cho các sinh viên của ông rằng khám phá này hàm ý sự tồn tại của hạt quark thứ sáu, mà nó được phát hiện gần một thập kỷ sau khi ông qua đời.
Sau sự thành công với điện động lực học lượng tử, Feynman chuyển sang lý thuyết hấp dẫn lượng tử. Bằng cách áp dụng phép tương tự với photon, mà có spin 1, ông khảo sát các hệ quả của trường hạt lượng tử tự do không có khối lượng với spin 2 và áp dụng cho phương trình trường Einstein của thuyết tương đối tổng quát, nhưng không đạt được nhiều kết quả. Công cụ tính toán mà Feynman đã khám phá cho hấp dẫn, "bóng ma" (ghosts), là "những hạt" bên trong các biểu đồ của ông mà có mối liên hệ "không đúng" giữa spin và thống kê, đã được chứng minh là một công cụ vô giá trong việc giải thích hành xử của hạt lượng tử của các lý thuyết Yang–Mills, ví dụ, cho sắc động lực học lượng tử và lý thuyết điện-yếu. Ông đã tham gia nghiên cứu tất cả bốn lực cơ bản trong tự nhiên: lực điện từ, lực yếu, lực mạnh và lực hấp dẫn. John và Mary Gribbin viết trong cuốn sách của họ về Feynman: "Chưa có ai khác có những đóng góp ảnh hưởng trong quá trình nghiên cứu tất cả bốn tương tác cơ bản".
Một phần như là cách để đưa công chúng quan tâm đến những tiến trình trong vật lý, Feynman treo giải thưởng $1.000 cho những ai giải được hai thử thách ông đặt ra trong công nghệ nano; mà William McLellan và Tom Newman đã giành được giải thưởng. Ông cũng là một trong những nhà khoa học đầu tiên nêu ra khả năng hiện thực hóa máy tính lượng tử. Trong các năm 1984–1986, ông đã phát triển phương pháp biến phân cho phép tính xấp xỉ tích phân đường, mà dẫn đến một công cụ mạnh cho phép biến đổi các khai triển nhiễu loạn phân kỳ thành khai triển hệ số cặp-mạnh (strong-coupling) hội tụ (lý thuyết nhiễu loạn biến phân) và, hệ quả là, trở thành phương pháp xác định có độ chính xác nhất cho giá trị lũy thừa tới hạn (critical exponent, trong chuyển pha) như được đo qua các thí nghiệm bằng vệ tinh.

### Công tác giáo dục
Đầu thập niên 1960, Feynman đồng ý yêu cầu "làm mới" nội dung và chương trình giảng dạy cho sinh viên ở Caltech. Sau ba năm dành cho nhiệm vụ này, ông đã thực hiện một chuỗi các bài giảng mà sau này đặt tên là The Feynman Lectures on Physics (Các bài giảng về vật lý của Feynman). Ông muốn ở trang bìa của tập sách là hình ảnh của một cái trống rắc một ít bột lên mặt để cho thấy các chế độ rung của trống. Vì hình ảnh này có vẻ có mối liên hệ với ma túy và nhạc rock and roll, nhà xuất bản đã chuyển trang bìa thành độc màu đỏ, và họ thêm vào một bức tranh ông đang chơi trống ở trang lời nói đầu. Cuốn The Feynman Lectures on Physics khiến hai nhà vật lý và đồng tác giả Robert B. Leighton và Matthew Sands đã phải giành vài năm để biên tập và chuyển các băng ghi âm và video giảng bài của Feynman thành tập sách và hình minh họa. Mặc dù tập sách không được các trường đại học khác sử dụng làm giáo trình chính thức, bộ sách vẫn có doanh số bán cao bởi vì nội dung cuốn sách mang lại sự hiểu biết sâu sắc về vật lý. Nhiều bài giảng và các buổi nói chuyện của ông sau này cũng được chuyển thành các cuốn sách, bao gồm The Character of Physical Law (Tính chất các định luật vật lý), QED: The Strange Theory of Light and Matter (QED: Lý thuyết kỳ lạ về ánh sáng và vật chất), Statistical Mechanics (Cơ học thống kê), Lectures on Gravitation (Bài giảng về hấp dẫn), và Feynman Lectures on Computation (Các bài giảng của Feynman về tính toán).
Feynman từng viết về kinh nghiệm giảng dạy vật lý cho sinh viên của ông khi ở Brazil. Thói quen nghiên cứu của sinh viên cùng các cuốn sách tiếng Bồ Đào Nha rất thiếu các tình huống hoặc các ứng dụng giúp minh họa cho các thông tin mà cuốn sách nói tới, theo như ý kiến của Feynman, các sinh viên nhìn chung đang không được học vật lý. Cuối năm đó, Feynman được mời thực hiện một bài giảng nói về kinh nghiệm giảng dạy của ông, ông đã đồng ý nhưng nói rằng ông sẽ nói một cách miễn cưỡng và ông đã làm như vậy.

Ông chống lại lối học thuộc lòng hoặc ghi nhớ thụ động (unthinking memorization) và các phương pháp giảng dạy tập trung vào hình thức hơn là chức năng. Suy nghĩ rõ ràng và trình bày rõ ràng là những yêu cầu tiên quyết cho mối quan tâm của ông. Thật là nguy hiểm khi ai đó tiếp cận ông nhưng chưa chuẩn bị kỹ càng trong khi ông là người có tính nhớ dai những ai ngốc nghếch và tỏ ra giả vờ. Năm 1964, ông phục vụ Ủy bản giáo dục bang California (California State Curriculum Commission), chịu trách nhiệm phê chuẩn những cuốn sách sẽ được sử dụng trong các trường học ở California. Ông đã không ngạc nhiên với cái mà ông đã tìm thấy. Nhiều sách giáo khoa về toán chứa đựng nội dung về các chủ đề mà chỉ được sử dụng bởi các nhà toán học thuần túy như một phần trong Toán học mới ("New Math"). Các học sinh phổ thông được dạy về tập hợp, nhưng:
Có lẽ nó sẽ gây ngạc nhiên cho mọi người học những cuốn sách này khi khám phá ra rằng các ký hiệu ∪ hoặc ∩ biểu diễn cho hợp và giao của các tập hợp và cách sử dụng đặc biệt cho các dấu ngoặc nhọn { } và vân vân, cùng mọi cách sử dụng các ký hiệu này cho các tập hợp nêu ra trong cuốn sách, tất cả gần như không bao giờ xuất hiện trong cách viết của vật lý lý thuyết, trong kỹ thuật, tính toán kinh tế, thiết kế máy tính, hoặc những nơi khác mà toán học được sử dụng. Tôi thấy không cần thiết hoặc lý do cho tất cả những thứ này được giải thích hay được dạy trong trường học. Nó không phải là cách hữu ích để truyền thụ toán học. Đây không phải là cách làm đơn giản và thuyết phục. Người ta bảo rằng đây là cách trình bày chính xác, nhưng chính xác cho mục đích nào?

Tháng 4 năm 1966, Feynman thực hiện một diễn văn tại Hội giáo viên khoa học quốc gia (National Science Teachers Association), trong đó ông gợi ý cách sinh viên có thể được dạy để suy nghĩ như những nhà khoa học, có tư duy mở, tò mò, và đặc biệt là có tính nghi ngờ. Trong bài giảng, ông đưa ra định nghĩa về khoa học, trong đó ông nói nó đến từ một vài giai đoạn. Sự tiến hóa của sự sống thông minh trên Trái Đất—các sinh vật như mèo có thể đùa nghịch và học từ các trải nghiệm. Sự tiến hóa của con người, mà việc sử dụng ngôn ngữ để truyền đạt kiến thức từ một người sang những người khác, do đó kiến thức không bị mất đi khi một cá nhân nào qua đời. Thật không may, các kiến thức không đúng cũng được truyền lại giống như các kiến thức đúng, do đó cần có thêm những bước khác để sàng lọc. Galileo và những người khác bắt đầu nghi ngờ về sự thật mà những kinh nghiệm được truyền lại và họ bắt đầu thực hiện khảo sát ngay từ đầu" (ab initio), từ thực nghiệm, tình huống đúng thực sự là gì—và đây chính là khoa học.
Năm 1974, Feynman phát biểu tại lễ tốt nghiệp của Caltech với chủ đề cargo cult science, về những thứ có vẻ giống khoa học, nhưng chỉ là giả khoa học do thiếu "một loại chính trực của khoa học, một nguyên lý của tư duy khoa học tương ứng với một loại trung thực hoàn toàn" trên một phần của nhà khoa học. Ông hướng dẫn các sinh viên tốt nghiệp rằng "nguyên lý đầu tiên đó là các bạn không được tự lừa gạt chính mình—và dễ dãi nhất để lừa phỉnh chính là bạn. Do vậy bạn phải rất cẩn thận về điều đó. Sau khi bạn không lừa gạt chính mình, sẽ không dễ để lừa gạt các nhà khoa học khác. Bạn chỉ cần phải trung thực theo cách thông thường sau đó."
Feynman là thầy hướng dẫn luận án tiến sỹ cho 31 sinh viên.

### Surely You're Joking Mr. Feynman!
Trong thập niên 1960, Feynman bắt đầu nghĩ về viết tự thuật, và ông đã cho phép các nhà lịch sử đến gặp và phỏng vấn ông. Trong thập niên 1980, làm việc cùng Ralph Leighton (con trai của Robert Leighton), ông đã ghi lại các chương trong băng thu âm do Ralph chuyển biên. Cuốn sách được xuất bản năm 1985 tiêu đề Surely You're Joking, Mr. Feynman! và trở thành một trong cuốn sách bán chạy nhất. Việc xuất bản cuốn sách mang đến một làn sóng mới phản đối quan điểm của Feynman về phụ nữ. Đã có những cáo buộc ông phân biệt đối xử theo giới tính vào năm 1968, và một lần nữa vào năm 1972. Nhưng lại hoàn toàn khác đối với trường hợp của Jenijoy La Belle, người trở thành nữ giáo sư đầu tiên được thuê đến Caltech vào năm 1969, đã bị từ chối bổ nhiệm vào năm 1974. Bà đã chuẩn bị hồ sơ nộp lên Hội đồng bình đẳng cơ hội việc làm (Equal Employment Opportunity Commission) để chống lại Caltech vào năm 1977, với cáo buộc thêm rằng bà được trả lương ít hơn so với đồng nghiệp nam giới. La Belle cuối cùng được bổ nhiệm vào năm 1979. Nhiều đồng nghiệp của Feynman lúc đó đã ngạc nhiên khi ông đứng ủng hộ về phía bà. Ông đã trở lên biết đến La Belle và cũng như thích và khâm phục bà.
Gell-Mann đã bị bác bỏ bởi các lập luận của Feynman trong cuốn sách Gell-Mann viết về tương tác yếu, và đe dọa sẽ kiện, khiến cho nhà xuất bản phải thêm vào những hiệu đính trong lần xuất bản sau. Sự đối đầu này chỉ là một trong những lần khiêu khích kéo dài hàng thập kỷ giữa hai nhà khoa học với các suy nghĩ xấu về nhau. Gell-Mann thường biểu hiện sự thất vọng mỗi lúc Feynman nhận được sự chú ý; ông nhận xét: "[Feynman] là một nhà khoa học lớn, nhưng ông đã giành nỗ lực lớn khi tạo ra các giai thoại về bản thân ông." Ông lưu ý rằng tính lập dị của Feynman bao gồm không đánh răng hàng ngày, mà ông đã khuyên những người khác không nên làm trên truyền hình quốc gia, mặc dù bác sĩ nha khoa chỉ cho ông thấy các nghiên cứu khoa học ủng hộ cho thói quen này.

### Thảm họaChallenger

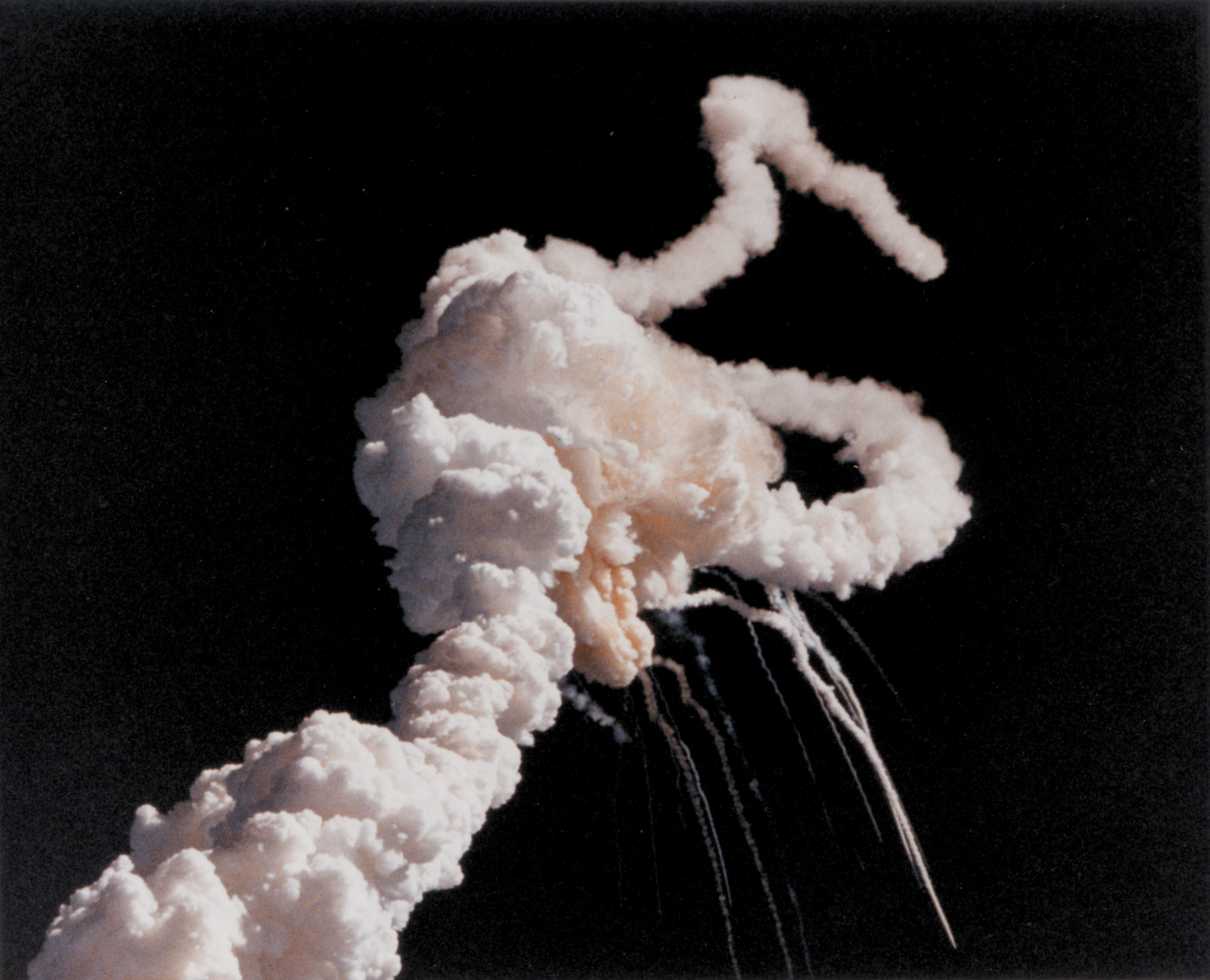
Ảnh chụp tàu con thoi Challenger phát nổ vào năm 1986.

Feynman đóng vai trò quan trọng ở Ủy ban Rogers của Tổng thống, hội đồng chịu trách nhiệm điều tra thảm họa Challenger. Trong một buổi điều trần trên truyền hình, Feynman đã chứng tỏ rằng vật liệu dùng cho vành O (O-ring) của tàu con thoi đã trở lên ít đàn hồi hơn trong thời tiết lạnh bằng cách kẹp một mẫu và nhúng nó vào cốc nước lạnh trước ống kính máy quay truyền hình. Cuối cùng ủy ban xác định nguyên nhân của thảm họa là chủ yếu do vành O không được bọc đúng cách để bảo vệ dưới thời tiết lạnh bất thường tại Cape Canaveral.
Feynman đã dành một nửa cuối cuốn sách của ông What Do You Care What Other People Think? để nói về trải nghiệm lúc ông là thành viên trong ủy ban Rogers, tản mát từ những quy ước bình thường của ông về những giai thoại ngắn gọn, nhẹ nhàng để cung cấp một câu chuyện mở rộng và đúng mức. Tường thuật của Feynman tiết lộ sự phối hợp không chặt chẽ giữa các kỹ sư với các nhà điều hành của NASA thể hiện hơn nhiều so với dự định của ông. Phỏng vấn của ông với các quản lý cấp cao của NASA cho thấy họ có những hiểu sai đáng chú ý về những khái niệm cơ bản. Ví dụ, các quản lý NASA khẳng định rằng xác suất xảy ra lỗi ở tàu con thoi là 1 trong 100.000, nhưng Feynman đã khám phá ra chính các kỹ sư của NASA lại ước tính nguy cơ xảy ra thảm họa là 1 trong 200. Ông kết luận rằng sự ước tính của bộ phận quản lý của NASA về độ tin cậy của tàu con thoi là không thực tế, và ông đặc biệt tức giận khi NASA đã sử dụng nó để mời cô giáo Christa McAuliffe tham gia chương trình Người giáo viên trong không gian (Teacher in Space). Ông cảnh báo trong phụ lục của ông ở báo cáo cho ủy ban (mà chỉ được thêm vào khi ông đe dọa không ký vào báo cáo), "Đối với một công nghệ thành công, thực tế phải được ưu tiên hơn quan hệ công chúng, vì tự nhiên không thể bị đánh lừa."

### Công nhận và giải thưởng
Sự công nhận của công chúng đầu tiên về các nghiên cứu của Feynman đó là vào năm 1954, khi Lewis Strauss, chủ tịch của Ủy ban Năng lượng Nguyên tử Hoa Kỳ (AEC) thông báo ông đã được trao Giải thưởng Albert Einstein, cùng số tiền $15.000 và một huy chương vàng. Bởi vì các hành động của Strauss trong việc tước bỏ đặc quyền an ninh đối với Oppenheimer, Feynman đã miễn cưỡng nhận giải thưởng, nhưng Isidor Isaac Rabi cảnh báo ông: "Anh không nên bao giờ biến sự hào phóng của một người thành thanh gươm chống lại họ. Bất kỳ một đức tính nào mà anh ta có, ngay cả khi anh ta có nhiều khuyết điểm, không nên được sử dụng làm công cụ chống lại anh ta." Sau đó ông được trao Giải thưởng Ernest Orlando Lawrence của AEC năm 1962. Schwinger, Tomonaga và Feynman cùng nhận giải Nobel Vật lý năm 1965 "cho nghiên cứu cơ bản của học về điện động lực học lượng tử, với những hệ quả sâu sắc cho vật lý hạt cơ bản". Ông được bầu chọn thành viên ngoại quốc của Hiệp hội Hoàng gia năm 1965, được trao huy chương Oersted năm 1972, và Huân chương Khoa học Quốc gia năm 1979. Ông được bầu chọn làm thành viên Viện hàn lâm Khoa học Quốc gia Hoa Kỳ, nhưng cuối cùng đã rút lui và tên của ông không còn được lưu trong danh sách của viện.

## Qua đời
Năm 1978, Feynman phải nhờ đến các điều trị y học vì các lần đau mạc bụng và được chẩn đoán mắc các khối u ác tính ở tế bào mỡ (liposarcoma), một dạng ung thư hiếm gặp. Ông đã phải trải qua lần phẫu thuật để cắt bỏ khối u có kích thước bằng quả bóng đá mà nó đã chèn ép lên thận và lá lách. Các lần phẫu thuật tiếp theo thực hiện vào tháng 10 năm 1986 và tháng 10 năm 1987. Ông tiếp tục vào viện điều trị vào ngày 3 tháng 2 năm 1988. Một biến chứng của viêm loét dạ dày tá tràng khiến ông bị suy thận, và ông từ chối việc lọc thẩm tách mà có thể giúp ông kéo dài sự sống thêm vài tháng. Bên cạnh người vợ Gweneth, con gái Joan, và người họ hàng Frances Lewine, ông qua đời ngày 15 tháng 2 năm 1988. Lời cuối cùng ông nói: "Tôi ghét phải chết hai lần. Nó thật là chán."
Khi Feynman gần qua đời, có lần ông nói chuyện với Danny Hillis và ông đã hỏi Danny tại sao lại trông buồn thế. Hillis trả lời rằng ông nghĩ Feynman sẽ sớm qua đời. Feynman đáp lại đôi lúc điều này cũng gây phiền muộn cho ông, nhưng nói thêm là "khi anh trở lên già như tôi, và đã kể rất nhiều câu chuyện cho nhiều người, ngay cả khi anh chết đi thì anh vẫn không hoàn toàn biến mất".
Gần cuối đời, Feynman đã cố thực hiện chuyến thăm đến vùng đất Tuva thuộc Nga, một giấc mơ bị cản trở bởi các vấn đề của Chiến tranh Lạnh  – và lá thư chấp thuận từ chính phủ Liên Xô cho phép chuyến đi đã không đến được tay ông tới tận ngày sau khi ông qua đời. Con gái ông Michelle sau đó đã thực hiện chuyến đi này. Ông yên nghỉ tại nghĩa trang Mountain View và lăng đặt tại Altadena.

## Di sản đại chúng
Các khía cạnh của cuộc sống của Feynman đã được tái hiện trong nhiều phương tiện truyền thông. Feynman được nam diễn viên Matthew Broderick thủ vai trong một bộ phim về cuộc đời ông năm 1996 tiêu đề Infinity. Nam diễn viên Alan Alda đã ủy nhiệm nhà viết kịch Peter Parnell viết một vở kịch hai nhân vật nói về một ngày hư cấu trong cuộc đời của Feynman hai năm trước khi Feynman qua đời. Vở kịch QED, ra mắt tại sân khấu Mark Taper Forum ở Los Angeles năm 2001 và sau đó được diễn tại nhà hát Vivian Beaumont ở Broadway, mà cả hai lần đều do Alda đóng vai Richard Feynman. Công ty Real Time Opera đã ra mắt vở opera Feynman tại festival âm nhạc Norfolk (Connecticut) trong tháng 6 năm 2005. Năm 2011, Feynman là chủ đề trong cuốn tiểu thuyết bằng hình ảnh (graphic novel) mang tên Feynman, do Jim Ottaviani viết và minh họa bởi Leland Myrick. Năm 2013, vai trò của Feynman trong Ủy ban Rogers Commission được khắc họa trong bộ phim tài liệu của BBC The Challenger (chiếu ở Mỹ với tiêu đề The Challenger Disaster), do William Hurt đóng vai Feynman. Trong cuốn sách năm 2016, Idea Makers: Personal Perspectives on the Lives & Ideas of Some Notable People, cuốn sách viết rằng một trong những điều mà Feynman thường nói là "tâm trí bình yên là một trong những thứ tiên quyết cho công việc sáng tạo." Feynman nghĩ rằng một người nên làm mọi thứ có thể để có thể đạt được sự bình yên trong tâm trí.
Feynman được kỷ niệm theo nhiều cách khác nhau. Ngày 4 tháng 5 năm 2005, Cơ quan Dịch vụ Bưu chính Hoa Kỳ (United States Postal Service) phát hành bộ tem "Các nhà khoa học Mỹ" bằng các tem tự dán giá 37 cent kỷ niệm các nhà khoa học Mỹ. Các nhà khoa học được nhắc đến là Richard Feynman, John von Neumann, Barbara McClintock, và Josiah Willard Gibbs. Con tem hình Feynman, có màu nâu đỏ, gồm một tấm hình Feynman, tám biểu đồ Feynman cùng như chi tiết nhỏ khác. Con tem do Victor Stabin thiết kế theo hướng nghệ thuật do Carl T. Herrman chỉ đạo. Tòa nhà chính của Trung tâm tính toán ở Fermilab mang tên "Trung tâm tính toán Feynman" để vinh danh ông. Một bức hình Richard Feynman đang giảng bài được chèn vào các biển quảng bá của Apple Inc. năm 1988 cho chiến dịch quảng cáo "Think Different" của họ. Nhân vật Sheldon Cooper trong chương trình hài kịch The Big Bang Theory là một fan hâm mộ Feynman mà thường bắt chước chơi trống bongo. Ngày 27 tháng 1 năm 2016, Bill Gates viết một bài báo nhan đề "The Best Teacher I Never Had" nói về tài năng của Feynman mà đã giúp Gates có cảm hứng tạo ra Dự án Tuva có mục đích đăng tải miễn phí các bài giảng Messenger (Messenger Lectures) của Feynman về Tính chất các định luật vật lý (The Character of Physical Law) dành cho công chúng. Năm 2015 Gates thực hiện một video giải thích tại sao ông nghĩ Feynman là một người đặc biệt. Video được thực hiện nhân dịp kỷ niệm 50 năm Feynman nhận giải Nobel năm 1965, đáp lại lời kêu gọi mọi người của Caltech biểu lộ những suy nghĩ về Feynman.

### Các bài báo khoa học chọn lọc
- Feynman, Richard P. (2000). Laurie M. Brown (biên tập). Selected Papers of Richard Feynman: With Commentary. 20th Century Physics. World Scientific. ISBN 978-981-02-4131-5.
- Feynman, Richard P. (1942). Laurie M. Brown (biên tập). The Principle of Least Action in Quantum Mechanics. PhD Dissertation, Princeton University. World Scientific (with title Feynman's Thesis: a New Approach to Quantum Theory) (xuất bản 2005). ISBN 978-981-256-380-4.
- Wheeler, John A.; Feynman, Richard P. (1945). "Interaction with the Absorber as the Mechanism of Radiation". Reviews of Modern Physics. Quyển 17 số 2–3. tr. 157–181. Bibcode:1945RvMP...17..157W. doi:10.1103/RevModPhys.17.157.
- Feynman, Richard P. (1946). A Theorem and its Application to Finite Tampers. Los Alamos Scientific Laboratory, United States Atomic Energy Commission. OSTI 4341197.
- Feynman, Richard P.; Welton, T. A. (1946). Neutron Diffusion in a Space Lattice of Fissionable and Absorbing Materials. Los Alamos Scientific Laboratory, United States Atomic Energy Commission. OSTI 4381097.
- Feynman, Richard P.; Metropolis, N.; Teller, E. (1947). Equations of State of Elements Based on the Generalized Fermi-Thomas Theory. Los Alamos Scientific Laboratory, United States Atomic Energy Commission. OSTI 4417654.
- Feynman, Richard P. (1948). "Space-time approach to non-relativistic quantum mechanics". Reviews of Modern Physics. Quyển 20 số 2. tr. 367–387. Bibcode:1948RvMP...20..367F. doi:10.1103/RevModPhys.20.367.
- Feynman, Richard P. (1948). "A Relativistic Cut-Off for Classical Electrodynamics". Physical Review. Quyển 74 số 8. tr. 939–946. Bibcode:1948PhRv...74..939F. doi:10.1103/PhysRev.74.939.
- Feynman, Richard P. (1948). "A Relativistic Cut-Off for Quantum Electrodynamics". Physical Review. Quyển 74 số 10. tr. 1430–1438. Bibcode:1948PhRv...74.1430F. doi:10.1103/PhysRev.74.1430.
- Wheeler, John A.; Feynman, Richard P. (1949). "Classical Electrodynamics in Terms of Direct Interparticle Action". Reviews of Modern Physics. Quyển 21 số 3. tr. 425–433. Bibcode:1949RvMP...21..425W. doi:10.1103/RevModPhys.21.425.
- Feynman, Richard P. (1949). "The theory of positrons". Physical Review. Quyển 76 số 6. tr. 749–759. Bibcode:1949PhRv...76..749F. doi:10.1103/PhysRev.76.749.
- Feynman, Richard P. (1949). "Space-Time Approach to Quantum Electrodynamic". Physical Review. Quyển 76 số 6. tr. 769–789. Bibcode:1949PhRv...76..769F. doi:10.1103/PhysRev.76.769.
- Feynman, Richard P. (1950). "Mathematical formulation of the quantum theory of electromagnetic interaction". Physical Review. Quyển 80 số 3. tr. 440–457. Bibcode:1950PhRv...80..440F. doi:10.1103/PhysRev.80.440.
- Feynman, Richard P. (1951). "An Operator Calculus Having Applications in Quantum Electrodynamics". Physical Review. Quyển 84. tr. 108–128. Bibcode:1951PhRv...84..108F. doi:10.1103/PhysRev.84.108.
- Feynman, Richard P. (1953). "The λ-Transition in Liquid Helium". Physical Review. Quyển 90 số 6. tr. 1116–1117. Bibcode:1953PhRv...90.1116F. doi:10.1103/PhysRev.90.1116.2.
- Feynman, Richard P.; de Hoffmann, F.; Serber, R. (1955). Dispersion of the Neutron Emission in U235 Fission. Los Alamos Scientific Laboratory, United States Atomic Energy Commission. OSTI 4354998.
- Feynman, Richard P. (1956). "Science and the Open Channel". Science. Quyển 123 số 3191 (xuất bản ngày 24 tháng 2 năm 1956). tr. 307. Bibcode:1956Sci...123..307F. doi:10.1126/science.123.3191.307. PMID 17774518.
- Cohen, M.; Feynman, Richard P. (1957). "Theory of Inelastic Scattering of Cold Neutrons from Liquid Helium". Physical Review. Quyển 107. tr. 13–24. Bibcode:1957PhRv..107...13C. doi:10.1103/PhysRev.107.13.
- Feynman, Richard P.; Vernon, F. L.; Hellwarth, R. W. (1957). "Geometric representation of the Schrödinger equation for solving maser equations". J. Appl. Phys. Quyển 28. tr. 49. Bibcode:1957JAP....28...49F. doi:10.1063/1.1722572.
- Feynman, Richard P. (1959). "Plenty of Room at the Bottom". Presentation to American Physical Society. Bản gốc lưu trữ ngày 11 tháng 2 năm 2010.
- Edgar, R. S.; Feynman, Richard P.; Klein, S.; Lielausis, I.; Steinberg, C. M. (1962). "Mapping experiments with r mutants of bacteriophage T4D". Genetics. Quyển 47 số 2 (xuất bản tháng 2 năm 1962). tr. 179–86. PMC 1210321. PMID 13889186.
- Feynman, Richard P. (1968) [1966]. "What is Science?" (PDF). The Physics Teacher. Quyển 7 số 6. tr. 313–320. Bibcode:1969PhTea...7..313F. doi:10.1119/1.2351388. Truy cập ngày 15 tháng 12 năm 2016. Lecture presented at the fifteenth annual meeting of the National Science Teachers Association, 1966 in New York City
- Feynman, Richard P. (1966). "The Development of the Space-Time View of Quantum Electrodynamics". Science. Quyển 153 số 3737 (xuất bản ngày 12 tháng 8 năm 1966). tr. 699–708. Bibcode:1966Sci...153..699F. doi:10.1126/science.153.3737.699. PMID 17791121.
- Feynman, Richard P. (1974a). "Structure of the proton". Science. Quyển 183 số 4125 (xuất bản ngày 15 tháng 2 năm 1974). tr. 601–610. Bibcode:1974Sci...183..601F. doi:10.1126/science.183.4125.601. PMID 17778830.
- Feynman, Richard P. (1974). "Cargo Cult Science" (PDF). Engineering and Science. Quyển 37 số 7.
- Feynman, Richard P.; Kleinert, Hagen (1986). "Effective classical partition functions". Physical Review A. Quyển 34 số 6 (xuất bản tháng 12 năm 1986). tr. 5080–5084. Bibcode:1986PhRvA..34.5080F. doi:10.1103/PhysRevA.34.5080. PMID 9897894.
- Feynman, Richard P. (1986). Rogers Commission Report, Volume 2 Appendix F – Personal Observations on Reliability of Shuttle. NASA.

### Sách và bài giảng

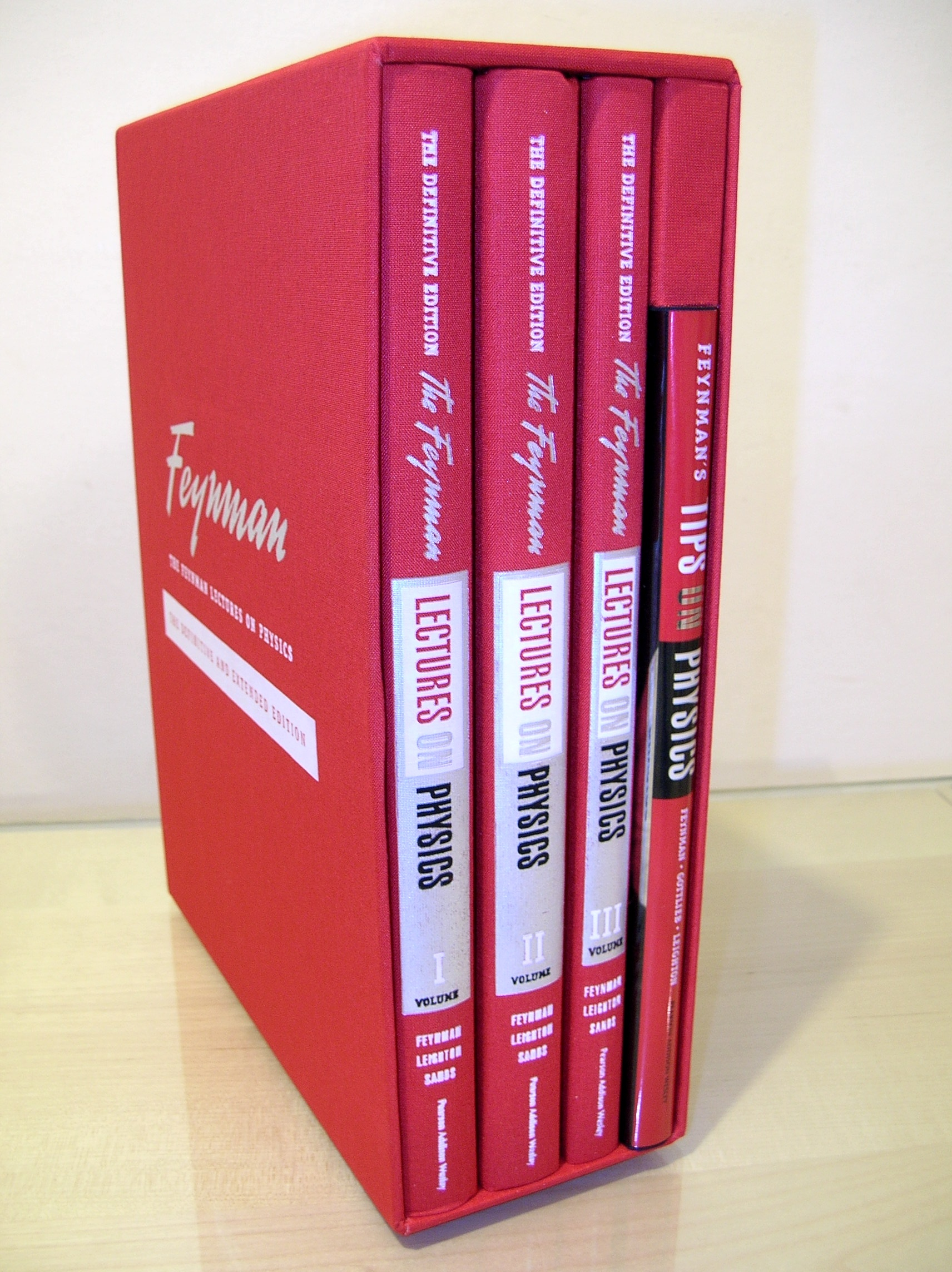
The Feynman Lectures on Physics including Feynman's Tips on Physics: The Definitive and Extended Edition (2nd edition, 2005)

The Feynman Lectures on Physics is perhaps his most accessible work for anyone with an interest in physics, compiled from lectures to Caltech undergraduates in 1961–1964. As news of the lectures' lucidity grew, professional physicists and graduate students began to drop in to listen. Co-authors Robert B. Leighton và Matthew Sands, colleagues of Feynman, edited and illustrated them into book form. The work has endured and is useful to this day.  They were edited and supplemented in 2005 with Feynman's Tips on Physics: A Problem-Solving Supplement to the Feynman Lectures on Physics by Michael Gottlieb and Ralph Leighton (Robert Leighton's son), with support from Kip Thorne and other physicists.
- Feynman, Richard P.; Leighton, Robert B.; Sands, Matthew (2005) [1970]. The Feynman Lectures on Physics: The Definitive and Extended Edition (ấn bản thứ 2). Addison Wesley. ISBN 0-8053-9045-6. Includes Feynman's Tips on Physics (with Michael Gottlieb and Ralph Leighton), which includes four previously unreleased lectures on problem solving, exercises by Robert Leighton and Rochus Vogt, and a historical essay by Matthew Sands. Three volumes; originally published as separate volumes in 1964 and 1966.
- Feynman, Richard P. (1961). Theory of Fundamental Processes. Addison Wesley. ISBN 0-8053-2507-7.
- Feynman, Richard P. (1962). Quantum Electrodynamics. Addison Wesley. ISBN 978-0-8053-2501-0.
- Feynman, Richard P.; Hibbs, Albert (1965). Quantum Mechanics and Path Integrals. McGraw Hill. ISBN 0-07-020650-3.
- Feynman, Richard P. (1967). The Character of Physical Law: The 1964 Messenger Lectures. MIT Press. ISBN 0-262-56003-8.
  - Bản tiếng Việt, Tính chất các định luật vật lý, Hoàng Quý và Phạm Quý Tư dịch, Nhà xuất bản Giáo dục, 1999
- Feynman, Richard P. (1972). Statistical Mechanics: A Set of Lectures. Reading, Mass: W. A. Benjamin. ISBN 0-8053-2509-3.
- Feynman, Richard P. (1985b). QED: The Strange Theory of Light and Matter. Princeton University Press. ISBN 0-691-02417-0.
- Feynman, Richard P. (1987). Elementary Particles and the Laws of Physics: The 1986 Dirac Memorial Lectures. Cambridge University Press. ISBN 0-521-34000-4.
- Feynman, Richard P. (1995). Brian Hatfield (biên tập). Lectures on Gravitation. Addison Wesley Longman. ISBN 0-201-62734-5.
- Feynman, Richard P. (1997). Feynman's Lost Lecture: The Motion of Planets Around the Sun . London: Vintage. ISBN 0-09-973621-7.
- Feynman, Richard P. (2000). Tony Hey and Robin W. Allen (biên tập). Feynman Lectures on Computation. Perseus Books Group. ISBN 0-7382-0296-7.

### Sách phổ biến khoa học
- Feynman, Richard P. (1985). Ralph Leighton (biên tập). Surely You're Joking, Mr. Feynman!: Adventures of a Curious Character. W. W. Norton & Co. ISBN 0-393-01921-7. OCLC 10925248.
  - Bản tiếng Việt, Feynman: Chuyện thật như đùa!, Nguyễn Văn Liễn và Nguyễn Huy Việt dịch, Nhà xuất bản Trẻ, 2009
- Feynman, Richard P. (1988). Ralph Leighton (biên tập). What Do You Care What Other People Think?: Further Adventures of a Curious Character. W. W. Norton & Co. ISBN 0-393-02659-0.
- No Ordinary Genius: The Illustrated Richard Feynman, ed. Christopher Sykes, W. W. Norton & Co, 1996, ISBN 0-393-31393-X.
- Six Easy Pieces: Essentials of Physics Explained by Its Most Brilliant Teacher, Perseus Books, 1994, ISBN 0-201-40955-0. Listed by the Board of Directors of the Modern Library as one of the 100 best nonfiction books.[185]
- Six Not So Easy Pieces: Einstein's Relativity, Symmetry and Space-Time, Addison Wesley, 1997, ISBN 0-201-15026-3.
- Feynman, Richard P. (1998). The Meaning of It All: Thoughts of a Citizen Scientist. Reading, Massachusetts: Perseus Publishing. ISBN 0-7382-0166-9.
  - Bản tiếng Việt, Ý nghĩa mọi thứ trên đời, Nguyễn Văn Trọng dịch, Nhà xuất bản Tri thức, 2010
- Feynman, Richard P. (1999). Robbins, Jeffrey (biên tập). The Pleasure of Finding Things Out: The Best Short Works of Richard P. Feynman. Cambridge, Massachusetts: Perseus Books. ISBN 0-7382-0108-1.
  - Bản tiếng Việt, Niềm vui khám phá, Phạm Văn Thiều và Đặng Đình Long dịch, Nhà xuất bản Trẻ, 2009
- Classic Feynman: All the Adventures of a Curious Character, edited by Ralph Leighton, W. W. Norton & Co, 2005, ISBN 0-393-06132-9. Chronologically reordered omnibus volume of Surely You're Joking, Mr. Feynman! and What Do You Care What Other People Think?, with a bundled CD containing one of Feynman's signature lectures.

### Băng đĩa và thu âm
- Safecracker Suite (a collection of drum pieces interspersed with Feynman telling anecdotes)
- Los Alamos From Below (audio, talk given by Feynman at Santa Barbara on ngày 6 tháng 2 năm 1975)
- Six Easy Pieces (original lectures upon which the book is based)
- Six Not So Easy Pieces (original lectures upon which the book is based)
- The Feynman Lectures on Physics: The Complete Audio Collection
- Samples of Feynman's drumming, chanting and speech are included in the songs "Tuva Groove (Bolur Daa-Bol, Bolbas Daa-Bol)" and "Kargyraa Rap (Dürgen Chugaa)" on the album Back Tuva Future, The Adventure Continues by Kongar-ool Ondar. The hidden track on this album also includes excerpts from lectures without musical background.
- The Messenger Lectures, given at Cornell in 1964, in which he explains basic topics in physics. Available on Project Tuva free.[186] (See also the book The Character of Physical Law)
- Take the world from another point of view [videorecording] / with Richard Feynman; Films for the Hu (1972)
- The Douglas Robb Memorial Lectures Four public lectures of which the four chapters of the book QED: The Strange Theory of Light and Matter are transcripts. (1979)
- The Pleasure of Finding Things Out, BBC Horizon episode (1981) (not to be confused with the later published book of the same title)
- Richard Feynman: Fun to Imagine Collection, BBC Archive of six short films of Feynman talking in a style that is accessible to all about the physics behind common to all experiences. (1983)
- Elementary Particles and the Laws of Physics (1986)
- Tiny Machines: The Feynman Talk on Nanotechnology (video, 1984)
- Computers From the Inside Out (video)
- Quantum Mechanical View of Reality: Workshop at Esalen (video, 1983)
- Idiosyncratic Thinking Workshop (video, 1985)
- Bits and Pieces—From Richard's Life and Times (video, 1988)
- Strangeness Minus Three (video, BBC Horizon 1964)
- No Ordinary Genius (video, Cristopher Sykes Documentary)
- Richard Feynman—The Best Mind Since Einstein (video, Documentary)
- The Motion of Planets Around the Sun (audio, sometimes titled "Feynman's Lost Lecture")
- Nature of Matter (audio)[187]

## Sách tham khảo
- Bashe, Charles J.; Johnson, Lyle R.; Palmer, John H.; Pugh, Emerson W. (1986). IBM's Early Computers. Cambridge, Massachusetts: MIT. ISBN 0-262-02225-7. OCLC 12021988.
- Bethe, Hans A. (1991). The Road from Los Alamos. Masters of Modern Physics. Quyển 2. New York: Simon and Schuster. ISBN 0-671-74012-1. OCLC 24734608.
- Carroll, John Bissell (1996). Sternberg, Robert J.; Ben-Zeev, Talia (biên tập). The Nature of Mathematical Thinking. Mahwah, New Jersey: L. Erlbaum Associates. ISBN 978-0-8058-1799-7. OCLC 34513302.
- Chown, Marcus (ngày 2 tháng 5 năm 1985). "Strangeness and Charm". New Scientist. tr. 34. ISSN 0262-4079.[liên kết hỏng]
- Close, Frank (2011). The Infinity Puzzle: The Personalities, Politics, and Extraordinary Science Behind the Higgs Boson. Oxford University Press. ISBN 978-0-19-959350-7. OCLC 840427493.
- Deutsch, David (ngày 1 tháng 6 năm 1992). "Quantum computation". Physics World. tr. 57–61. ISSN 0953-8585.
- Feynman, Richard P. (1987). Ralph Leighton (biên tập). "Mr. Feynman Goes to Washington". Engineering and Science. Quyển 51 số 1. Caltech. tr. 6–22. ISSN 0013-7812.
- Friedman, Jerome (2004). "A Student's View of Fermi". Trong Cronin, James W. (biên tập). Fermi Remembered. Chicago: University of Chicago Press. ISBN 978-0-226-12111-6. OCLC 835230762.
- Galison, Peter (1998). "Feynman's War:Modelling Weapons, Modelling Nature". Studies in History and Philosophy of Science Part B: Studies in History and Philosophy of Modern Physics. Quyển 29 số 3. tr. 391–434. Bibcode:1998SHPMP..29..391G. doi:10.1016/S1355-2198(98)00013-6.
- Gleick, James (1992). Genius: The Life and Science of Richard Feynman. Pantheon Books. ISBN 0-679-40836-3. OCLC 243743850.
- Gribbin, John; Gribbin, Mary (1997). Richard Feynman: A Life in Science. Dutton. ISBN 0-525-94124-X. OCLC 636838499.
- Henderson, Harry (2011). Richard Feynman: Quarks, Bombs, and Bongos. Chelsea House Publishers. ISBN 978-0-8160-6176-1. OCLC 751114185.
- Hillis, W. Daniel (1989). "Richard Feynman and The Connection Machine". Physics Today. Quyển 42 số 2. Institute of Physics. tr. 78. Bibcode:1989PhT....42b..78H. doi:10.1063/1.881196. Bản gốc lưu trữ ngày 28 tháng 7 năm 2009.
- Hoddeson, Lillian; Henriksen, Paul W.; Meade, Roger A.; Westfall, Catherine L. (1993). Critical Assembly: A Technical History of Los Alamos During the Oppenheimer Years, 1943–1945. New York: Cambridge University Press. ISBN 0-521-44132-3. OCLC 26764320.
- Mehra, Jagdish (1994). The Beat of a Different Drum: The Life and Science of Richard Feynman. New York: Oxford University Press. ISBN 0-19-853948-7. OCLC 28507544.
- Oakes, Elizabeth H. (2007). Encyclopedia of World Scientists, Revised edition. New York: Facts on File. ISBN 978-1-4381-1882-6. OCLC 466364697.
- Peat, David (1997). Infinite Potential: the Life and Times of David Bohm. Reading, Massachusetts: Addison Wesley. ISBN 0-201-40635-7. OCLC 1014736570.
- Schweber, Silvan S. (1994). QED and the Men Who Made It: Dyson, Feynman, Schwinger, and Tomonaga. Princeton University Press. ISBN 0-691-03327-7. OCLC 918243948.
- Sykes, Christopher (1994). No Ordinary Genius: the Illustrated Richard Feynman. New York: W. W. Norton. ISBN 0-393-03621-9. OCLC 924553844.
- Wolfram, Stephen (2002). A New Kind of Science. Champaign, Illinois: Wolfram Media, Inc. ISBN 1-57955-008-8. OCLC 928257793.
- Wolfram, Stephen (2016). Idea Makers: Personal Perspectives on the Lives & Ideas of Some Notable People. Champaign, Illinois: Wolfram Media. ISBN 978-1-57955-003-5. OCLC 951465441.

### Bài báo
- Physics Today, American Institute of Physics magazine, February 1989 Issue. (Vol. 42, No. 2.) Special Feynman memorial issue containing non-technical articles on Feynman's life and work in physics.

### Sách
- Brown, Laurie M. and Rigden, John S. (editors) (1993) Most of the Good Stuff: Memories of Richard Feynman Simon & Schuster, New York, ISBN 0-88318-870-8. Commentary by Joan Feynman, John Wheeler, Hans Bethe, Julian Schwinger, Murray Gell-Mann, Daniel Hillis, David Goodstein, Freeman Dyson, and Laurie Brown
- Dyson, Freeman (1979) Disturbing the Universe. Harper and Row. ISBN 0-06-011108-9. Dyson's autobiography. The chapters "A Scientific Apprenticeship" and "A Ride to Albuquerque" describe his impressions of Feynman in the period 1947–48 when Dyson was a graduate student at Cornell
- Feynman, Michelle, biên tập (2005). Perfectly Reasonable Deviations from the Beaten Track: The Letters of Richard P. Feynman. Basic Books. ISBN 0-7382-0636-9. (Published in the UK under the title: Don't You Have Time to Think?, with additional commentary by Michelle Feynman, Allen Lane, 2005, ISBN 0-7139-9847-4.)
- Krauss, Lawrence M. (2011). Quantum Man: Richard Feynman's Life in Science. W. W. Norton & Company. ISBN 0-393-06471-9. OCLC 601108916.
- Leighton, Ralph (2000). Tuva or Bust!: Richard Feynman's last journey. W. W. Norton & Company. ISBN 0-393-32069-3.
- LeVine, Harry (2009). The Great Explainer: The Story of Richard Feynman. Greensboro, North Carolina: Morgan Reynolds. ISBN 978-1-59935-113-1.; for high school readers
- Milburn, Gerald J. (1998). The Feynman Processor: Quantum Entanglement and the Computing Revolution. Reading, Massachusetts: Perseus Books. ISBN 0-7382-0173-1.
- Mlodinow, Leonard (2003). Feynman's Rainbow: A Search For Beauty In Physics And In Life. New York: Warner Books. ISBN 0-446-69251-4. Published in the United Kingdom as Some Time With Feynman
- Ottaviani, Jim; Myrick, Leland (2011). Feynman: The Graphic Novel. New York: First Second. ISBN 978-1-59643-259-8. OCLC 664838951.

### Phim và kịch
- Infinity, a movie both directed by and starring Matthew Broderick as Feynman, depicting his love affair with his first wife and ending with the Trinity test. 1996.
- Parnell, Peter (2002), QED, Applause Books, ISBN 978-1-55783-592-5 (play).
- Whittell, Crispin (2006), Clever Dick, Oberon Books, (play)
- "The Quest for Tannu Tuva", with Richard Feynman and Ralph Leighton. 1987, BBC Horizon and PBS Nova (entitled "Last Journey of a Genius").
- No Ordinary Genius, a two-part documentary about Feynman's life and work, with contributions from colleagues, friends and family. 1993, BBC Horizon and PBS Nova (a one-hour version, under the title The Best Mind Since Einstein) (2 × 50-minute films)
- The Challenger (2013), a BBC Two factual drama starring William Hurt, tells the story of American Nobel prize-winning physicist Richard Feynman's determination to reveal the truth behind the 1986 Space Shuttle Challenger disaster.
- The Fantastic Mr Feynman. One hour documentary. 2013, BBC TV.